# Motorrad-Weltmeisterschaft 2013
Die Motorrad-WM-Saison 2013 war die 65. in der Geschichte der FIM-Motorrad-Straßenweltmeisterschaft. In der MotoGP-Klasse wurden 18 und in der Moto2- sowie der Moto3-Klasse 17 Rennen ausgetragen.

## Punkteverteilung
Weltmeister wird derjenige Fahrer beziehungsweise der Hersteller, der bis zum Saisonende die meisten Punkte in der Weltmeisterschaft angesammelt hat. Bei der Punkteverteilung werden die Platzierungen im Gesamtergebnis des jeweiligen Rennens berücksichtigt. Die fünfzehn erstplatzierten Fahrer jedes Rennens erhalten Punkte nach folgendem Schema:
| Punkteverteilung | Punkteverteilung | Punkteverteilung | Punkteverteilung | Punkteverteilung | Punkteverteilung | Punkteverteilung | Punkteverteilung | Punkteverteilung | Punkteverteilung | Punkteverteilung | Punkteverteilung | Punkteverteilung | Punkteverteilung | Punkteverteilung | Punkteverteilung |
| ---------------- | ---------------- | ---------------- | ---------------- | ---------------- | ---------------- | ---------------- | ---------------- | ---------------- | ---------------- | ---------------- | ---------------- | ---------------- | ---------------- | ---------------- | ---------------- |
| Platz            | 1                | 2                | 3                | 4                | 5                | 6                | 7                | 8                | 9                | 10               | 11               | 12               | 13               | 14               | 15               |
| Punkte           | 25               | 20               | 16               | 13               | 11               | 10               | 9                | 8                | 7                | 6                | 5                | 4                | 3                | 2                | 1                |

In die Wertung kommen alle erzielten Resultate. Für die Konstrukteurswertung wird nur der bestplatzierte Fahrer berücksichtigt.

## Wissenswertes
- Der Grand Prix of The Americas auf dem neu errichteten Circuit of The Americas nahe Austin, Texas wurde zum ersten Mal ausgetragen.
- Der Große Preis von Portugal stand nicht im Rennkalender.

## Rennkalender
| Nr. | Datum         | WM-Lauf                                  | Strecke                                                      | Streckenlayout |
| --- | ------------- | ---------------------------------------- | ------------------------------------------------------------ | -------------- |
| 1   | 7. April      | Großer Preis von Katar                   | Losail International Circuit (Doha)                          |                |
| 2   | 21. April     | Grand Prix of The Americas               | Circuit of The Americas (Austin)                             |                |
| 3   | 5. Mai        | Großer Preis von Spanien                 | Circuito de Jerez (Jerez de la Frontera)                     |                |
| 4   | 19. Mai       | Großer Preis von Frankreich              | Circuit Bugatti (Le Mans)                                    |                |
| 5   | 2. Juni       | Großer Preis von Italien                 | Autodromo Internazionale del Mugello (Scarperia e San Piero) |                |
| 6   | 16. Juni      | Großer Preis von Katalonien              | Circuit de Barcelona-Catalunya (Montmeló)                    |                |
| 7   | 29. Juni      | Dutch TT                                 | TT Circuit Assen (Assen)                                     |                |
| 8   | 14. Juli      | Großer Preis von Deutschland             | Sachsenring (Hohenstein-Ernstthal)                           |                |
| 9   | 21. Juli      | Großer Preis der USA (nur MotoGP-Klasse) | Laguna Seca Raceway (Monterey)                               |                |
| 10  | 18. August    | Großer Preis von Indianapolis            | Indianapolis Motor Speedway (Indianapolis)                   |                |
| 11  | 25. August    | Großer Preis von Tschechien              | Automotodrom Brno (Brünn)                                    |                |
| 12  | 1. September  | Großer Preis von Großbritannien          | Silverstone Circuit (Silverstone)                            |                |
| 13  | 15. September | Großer Preis von San Marino              | Misano World Circuit Marco Simoncelli (Misano Adriatico)     |                |
| 14  | 29. September | Großer Preis von Aragonien               | Motorland Aragón (Alcañiz)                                   |                |
| 15  | 13. Oktober   | Großer Preis von Malaysia                | Sepang International Circuit (Sepang)                        |                |
| 16  | 20. Oktober   | Großer Preis von Australien              | Phillip Island Circuit (Phillip Island)                      |                |
| 17  | 27. Oktober   | Großer Preis von Japan                   | Twin Ring Motegi (Motegi)                                    |                |
| 18  | 10. November  | Großer Preis von Valencia                | Circuit Ricardo Tormo (Valencia)                             |                |

## MotoGP-Klasse

### Teams und Fahrer
Die Auflistung der Teams und Fahrer entspricht der offiziellen Meldeliste der FIM. Gast-, Ersatz und Wildcardfahrer sind in dieser Übersicht unberücksichtigt.
| Nr. | Fahrer           | Team                      | Motorrad                          |
| --- | ---------------- | ------------------------- | --------------------------------- |
| 4   | Andrea Dovizioso | Ducati Team               | Ducati Desmosedici GP13           |
| 5   | Colin Edwards    | NGM Mobile Forward Racing | FTR Moto MGP13-Kawasaki           |
| 6   | Stefan Bradl     | LCR Honda MotoGP          | Honda RC213V                      |
| 7   | Hiroshi Aoyama   | Avintia Blusens           | FTR Moto MGP13-Kawasaki           |
| 8   | Héctor Barberá   | Avintia Blusens           | FTR Moto MGP13-Kawasaki           |
| 9   | Danilo Petrucci  | Came IodaRacing Project   | Suter-BMW                         |
| 11  | Ben Spies        | Energy T.I. Pramac Racing | Ducati Desmosedici GP13           |
| 14  | Randy De Puniet  | Power Electronics Aspar   | ART GP13-Aprilia                  |
| 17  | Karel Abraham    | Cardion AB Motoracing     | ART GP13-Aprilia                  |
| 19  | Álvaro Bautista  | GO&FUN Honda Gresini      | Honda RC213V FTR Moto MGP13-Honda |
| 26  | Dani Pedrosa     | Repsol Honda Team         | Honda RC213V                      |
| 29  | Andrea Iannone   | Energy T.I. Pramac Racing | Ducati-Desmosedici GP13           |
| 35  | Cal Crutchlow    | Monster Yamaha Tech 3     | Yamaha YZR-M1                     |
| 38  | Bradley Smith    | Monster Yamaha Tech 3     | Yamaha YZR-M1                     |
| 41  | Aleix Espargaró  | Power Electronics Aspar   | ART GP13-Aprilia                  |
| 46  | Valentino Rossi  | Yamaha Factory Racing     | Yamaha YZR-M1                     |
| 52  | Lukáš Pešek      | Came IodaRacing Project   | Suter-BMW                         |
| 67  | Bryan Staring    | GO&FUN Honda Gresini      | FTR Moto MGP13-Honda              |
| 68  | Yonny Hernández  | Paul Bird Motorsport      | ART GP13-Aprilia                  |
| 69  | Nicky Hayden     | Ducati Team               | Ducati Desmosedici GP13           |
| 70  | Michael Laverty  | Paul Bird Motorsport      | ART GP13-Aprilia                  |
| 71  | Claudio Corti    | NGM Mobile Forward Racing | FTR Moto MGP13-Kawasaki           |
| 93  | Marc Márquez     | Repsol Honda Team         | Honda RC213V                      |
| 99  | Jorge Lorenzo    | Yamaha Factory Racing     | Yamaha YZR-M1                     |

| Legende         |
| --------------- |
| Stammfahrer     |
| Wildcard-Fahrer |
| Ersatzfahrer    |

### Rennergebnisse
|    | Datum  | Rennen                | Strecke        | Platz 1         | Platz 2         | Platz 3         | Pole-Position   | Schn. Rennrunde | Gesamtführender Fahrer | Gesamtführendes Team  | Gesamtführender Konstrukteur |
| -- | ------ | --------------------- | -------------- | --------------- | --------------- | --------------- | --------------- | --------------- | ---------------------- | --------------------- | ---------------------------- |
| 1  | 07.04. | GP von Katar          | Losail         | Jorge Lorenzo   | Valentino Rossi | Marc Márquez    | Jorge Lorenzo   | Marc Márquez    | Jorge Lorenzo          | Yamaha Factory Racing | Yamaha                       |
| 2  | 21.04. | GP of The Americas    | Austin         | Marc Márquez    | Dani Pedrosa    | Jorge Lorenzo   | Marc Márquez    | Marc Márquez    | Marc Márquez           | Repsol Honda Team     | Yamaha                       |
| 3  | 05.05. | GP von Spanien        | Jerez          | Dani Pedrosa    | Marc Márquez    | Jorge Lorenzo   | Jorge Lorenzo   | Jorge Lorenzo   | Marc Márquez           | Repsol Honda Team     | Honda                        |
| 4  | 19.05. | GP von Frankreich     | Le Mans        | Dani Pedrosa    | Cal Crutchlow   | Marc Márquez    | Marc Márquez    | Dani Pedrosa    | Dani Pedrosa           | Repsol Honda Team     | Honda                        |
| 5  | 02.06. | GP von Italien        | Mugello        | Jorge Lorenzo   | Dani Pedrosa    | Cal Crutchlow   | Dani Pedrosa    | Marc Márquez    | Dani Pedrosa           | Repsol Honda Team     | Honda                        |
| 6  | 16.06. | GP von Katalonien     | Catalunya      | Jorge Lorenzo   | Dani Pedrosa    | Marc Márquez    | Marc Márquez    | Marc Márquez    | Dani Pedrosa           | Repsol Honda Team     | Honda                        |
| 7  | 29.06. | Dutch TT              | Assen          | Valentino Rossi | Marc Márquez    | Cal Crutchlow   | Cal Crutchlow   | Valentino Rossi | Dani Pedrosa           | Repsol Honda Team     | Yamaha                       |
| 8  | 14.07. | GP von Deutschland    | Sachsenring    | Marc Márquez    | Cal Crutchlow   | Valentino Rossi | Aleix Espargaró | Marc Márquez    | Marc Márquez           | Repsol Honda Team     | Honda                        |
| 9  | 21.07. | GP von der USA        | Laguna Seca    | Marc Márquez    | Stefan Bradl    | Valentino Rossi | Stefan Bradl    | Marc Márquez    | Marc Márquez           | Repsol Honda Team     | Honda                        |
| 10 | 18.08. | GP von Indianapolis   | Indianapolis   | Marc Márquez    | Dani Pedrosa    | Jorge Lorenzo   | Marc Márquez    | Marc Márquez    | Marc Márquez           | Repsol Honda Team     | Honda                        |
| 11 | 25.08. | GP von Tschechien     | Brünn          | Marc Márquez    | Dani Pedrosa    | Jorge Lorenzo   | Cal Crutchlow   | Marc Márquez    | Marc Márquez           | Repsol Honda Team     | Honda                        |
| 12 | 01.09. | GP von Großbritannien | Silverstone    | Jorge Lorenzo   | Marc Márquez    | Dani Pedrosa    | Marc Márquez    | Dani Pedrosa    | Marc Márquez           | Repsol Honda Team     | Honda                        |
| 13 | 15.09. | GP von San Marino     | Misano         | Jorge Lorenzo   | Marc Márquez    | Dani Pedrosa    | Marc Márquez    | Marc Márquez    | Marc Márquez           | Repsol Honda Team     | Honda                        |
| 14 | 29.09. | GP von Aragonien      | Aragón         | Marc Márquez    | Jorge Lorenzo   | Valentino Rossi | Marc Márquez    | Dani Pedrosa    | Marc Márquez           | Repsol Honda Team     | Honda                        |
| 15 | 13.10. | GP von Malaysia       | Sepang         | Dani Pedrosa    | Marc Márquez    | Jorge Lorenzo   | Marc Márquez    | Marc Márquez    | Marc Márquez           | Repsol Honda Team     | Honda                        |
| 16 | 20.10. | GP von Australien     | Phillip Island | Jorge Lorenzo   | Dani Pedrosa    | Valentino Rossi | Jorge Lorenzo   | Marc Márquez    | Marc Márquez           | Repsol Honda Team     | Honda                        |
| 17 | 27.10. | GP von Japan          | Motegi         | Jorge Lorenzo   | Marc Márquez    | Dani Pedrosa    | Jorge Lorenzo   | Jorge Lorenzo   | Marc Márquez           | Repsol Honda Team     | Honda                        |
| 18 | 10.11. | GP von Valencia       | Valencia       | Jorge Lorenzo   | Dani Pedrosa    | Marc Márquez    | Marc Márquez    | Dani Pedrosa    | Marc Márquez           | Repsol Honda Team     | Honda                        |

### Rennberichte

#### Großer Preis von Katar
| Platz | Fahrer          | Team                  | Zeit      |
| ----- | --------------- | --------------------- | --------- |
| 1     | Jorge Lorenzo   | Yamaha Factory Racing | 42:39,802 |
| 2     | Valentino Rossi | Yamaha Factory Racing | + 5,990   |
| 3     | Marc Márquez    | Repsol Honda Team     | + 6,201   |
| PP    | Jorge Lorenzo   | Yamaha Factory Racing | 1:54,714  |
| SR    | Marc Márquez    | Repsol Honda Team     | 1:55,445  |

Der Große Preis von Katar auf dem Losail International Circuit fand am 7. April 2013 statt und ging über eine Distanz von 22 Runden à 5,380 km, was einer Gesamtdistanz von 118,800 km entspricht.
Titelverteidiger Jorge Lorenzo gewann den Großen Preis von Katar vor Valentino Rossi und dem MotoGP-Neueinsteiger und Vorjahresweltmeister der Moto2, Marc Márquez. Vierter wurde Dani Pedrosa vor Cal Crutchlow und Álvaro Bautista.

#### Grand Prix of The Americas
| Platz | Fahrer        | Team                  | Zeit      |
| ----- | ------------- | --------------------- | --------- |
| 1     | Marc Márquez  | Repsol Honda Team     | 43:42,123 |
| 2     | Dani Pedrosa  | Repsol Honda Team     | + 1,534   |
| 3     | Jorge Lorenzo | Yamaha Factory Racing | + 3,381   |
| PP    | Marc Márquez  | Repsol Honda Team     | 2:03,021  |
| SR    | Marc Márquez  | Repsol Honda Team     | 2:04,242  |

Der Grand Prix of The Americas auf dem Circuit of The Americas fand am 21. April 2013 statt und ging über eine Distanz von 21 Runden à 5,512 km, was einer Gesamtdistanz von 115,773 km entspricht.
Marc Márquez gewann den Grand Prix of The Americas und holte damit seinen ersten Sieg in der MotoGP. Dani Pedrosa und Jorge Lorenzo belegten die Plätze zwei und drei. Vierter wurde Cal Crutchlow vor Stefan Bradl und Valentino Rossi.

#### Großer Preis von Spanien
| Platz | Fahrer        | Team                  | Zeit      |
| ----- | ------------- | --------------------- | --------- |
| 1     | Dani Pedrosa  | Repsol Honda Team     | 45:17,632 |
| 2     | Marc Márquez  | Repsol Honda Team     | + 2,487   |
| 3     | Jorge Lorenzo | Yamaha Factory Racing | + 5,089   |
| PP    | Jorge Lorenzo | Yamaha Factory Racing | 1:38,673  |
| SR    | Jorge Lorenzo | Yamaha Factory Racing | 1:39,565  |

Der Große Preis von Spanien auf dem Circuito de Jerez fand am 5. Mai 2013 statt und ging über eine Distanz von 27 Runden à 4,423 km, was einer Gesamtdistanz von 119,421 km entspricht.
Dani Pedrosa gewann den Großen Preis von Spanien. Marc Márquez und Jorge Lorenzo belegten die Plätze zwei und drei. Vierter wurde Valentino Rossi vor Cal Crutchlow.

#### Großer Preis von Frankreich
| Platz | Fahrer        | Team                  | Zeit      |
| ----- | ------------- | --------------------- | --------- |
| 1     | Dani Pedrosa  | Repsol Honda Team     | 49:17,707 |
| 2     | Cal Crutchlow | Monster Yamaha Tech 3 | + 4,863   |
| 3     | Marc Márquez  | Repsol Honda Team     | + 6,949   |
| PP    | Marc Márquez  | Repsol Honda Team     | 1:33,187  |
| SR    | Dani Pedrosa  | Repsol Honda Team     | 1:43,597  |

Der Große Preis von Frankreich auf dem Circuit Bugatti fand am 19. Mai 2013 statt und ging über eine Distanz von 28 Runden à 4,180 km, was einer Gesamtdistanz von 117,04 km entspricht.
Dani Pedrosa gewann den Großen Preis von Frankreich. Cal Crutchlow wurde Zweiter und fuhr damit sein bis dato bestes Ergebnis in der MotoGP ein. Marc Márquez wurde Dritter und stand damit in allen bisherigen Rennen auf dem Siegerpodest.

#### Großer Preis von Italien
| Platz | Fahrer        | Team                  | Zeit      |
| ----- | ------------- | --------------------- | --------- |
| 1     | Jorge Lorenzo | Yamaha Factory Racing | 41:39,733 |
| 2     | Dani Pedrosa  | Repsol Honda Team     | + 5,400   |
| 3     | Cal Crutchlow | Monster Yamaha Tech 3 | + 6,412   |
| PP    | Dani Pedrosa  | Repsol Honda Team     | 1:47,157  |
| SR    | Marc Márquez  | Repsol Honda Team     | 1:47,639  |

Der Große Preis von Italien auf dem Autodromo Internazionale del Mugello fand am 2. Juni 2013 statt und ging über eine Distanz von 23 Runden à 5,245 km, was einer Gesamtdistanz von 120,635 km entspricht.
Jorge Lorenzo gewann den Großen Preis von Italien und holte damit seinen zweiten Sieg in dieser Saison. Dani Pedrosa wurde Zweiter vor dem Briten Cal Crutchlow, dem erneut den Sprung auf das Siegerpodest gelang. Stefan Bradl wurde Vierter vor Andrea Dovizioso und Nicky Hayden.

#### Großer Preis von Katalonien
| Platz | Fahrer        | Team                  | Zeit      |
| ----- | ------------- | --------------------- | --------- |
| 1     | Jorge Lorenzo | Yamaha Factory Racing | 43:06,479 |
| 2     | Dani Pedrosa  | Repsol Honda Team     | + 1,763   |
| 3     | Marc Márquez  | Repsol Honda Team     | + 1,826   |
| PP    | Dani Pedrosa  | Repsol Honda Team     | 1:40,893  |
| SR    | Marc Márquez  | Repsol Honda Team     | 1:42,552  |

Der Große Preis von Katalonien auf dem Circuit de Barcelona-Catalunya fand am 16. Juni 2013 statt und ging über eine Distanz von 25 Runden à 4,727 km, was einer Gesamtdistanz von 118,175 km entspricht.
Jorge Lorenzo gewann den Großen Preis von Italien und holte damit seinen dritten Sieg in der laufenden Saison. Dani Pedrosa belegte wie schon in Italien Rang zwei. Dritter wurde Marc Márquez, der damit erneut für ein rein spanische Siegerpodest sorgte. Stefan Bradl wurde hinter Valentino Rossi Fünfter und punktete erneut. Die Top Sechs komplettierte Bradley Smith.

#### Dutch TT
| Platz | Fahrer          | Team                  | Zeit      |
| ----- | --------------- | --------------------- | --------- |
| 1     | Valentino Rossi | Yamaha Factory Racing | 41:25,202 |
| 2     | Marc Márquez    | Repsol Honda Team     | + 2,170   |
| 3     | Cal Crutchlow   | Monster Yamaha Tech 3 | + 4,073   |
| PP    | Cal Crutchlow   | Monster Yamaha Tech 3 | 1:34,398  |
| SR    | Valentino Rossi | Yamaha Factory Racing | 1:34,894  |

Die 83. Durch TT auf dem TT Circuit Assen fand am 29. Juni 2013 statt und ging über eine Distanz von 26 Runden à 4,542 km, was einer Gesamtdistanz von 118,092 km entspricht.
Valentino Rossi gewann die 83. Durch TT und holte damit seinen ersten Sieg in der laufenden Saison. Zweiter wurde Marc Márquez, Platz drei ging an Cal Crutchlow. Vierter wurde Dani Pedrosa vor Jorge Lorenzo und Stefan Bradl.

#### Großer Preis von Deutschland
| Platz | Fahrer          | Team                  | Zeit      |
| ----- | --------------- | --------------------- | --------- |
| 1     | Marc Márquez    | Repsol Honda Team     | 41:14,653 |
| 2     | Cal Crutchlow   | Monster Yamaha Tech 3 | + 1,559   |
| 3     | Valentino Rossi | Yamaha Factory Racing | + 9,620   |
| PP    | Marc Márquez    | Repsol Honda Team     | 1:21,311  |
| SR    | Marc Márquez    | Repsol Honda Team     | 1:22,066  |

Der Große Preis von Deutschland auf dem Sachsenring fand am 14. Juli 2013 statt und ging über eine Distanz von 30 Runden à 3,671 km, was einer Gesamtdistanz von 110,13 km entspricht.
Marc Márquez gewann den Großen Preis von Deutschland und holte damit seinen zweiten Sieg in der MotoGP. Cal Crutchlow und Valentino Rossi belegten die Plätze zwei und drei. Stefan Bradl wurde Vierter vor Álvaro Bautista und Bradley Smith.

#### Großer Preis der USA
| Platz | Fahrer          | Team                  | Zeit      |
| ----- | --------------- | --------------------- | --------- |
| 1     | Marc Márquez    | Repsol Honda Team     | 44:00,695 |
| 2     | Stefan Bradl    | LCR Honda MotoGP      | + 2,298   |
| 3     | Valentino Rossi | Yamaha Factory Racing | + 4,498   |
| PP    | Stefan Bradl    | LCR Honda MotoGP      | 1:21,176  |
| SR    | Marc Márquez    | Repsol Honda Team     | 1:21,539  |

Der Große Preis der USA auf dem Laguna Seca Raceway fand am 21. Juli 2013 statt und ging über eine Distanz von 32 Runden à 3,610 km, was einer Gesamtdistanz von 115,52 km entspricht.
Marc Márquez gewann den Großen Preiß der USA und errang damit seinen dritten Sieg in Folge. Stefan Bradl startete erstmals in seiner MotoGP-Karriere von der Pole-Position und wurde Zweiter; es war sein erster Podestplatz in der MotoGP. Dritter wurde Valentino Rossi vor Álvaro Bautista.

#### Großer Preis von Indianapolis
| Platz | Fahrer        | Team                  | Zeit      |
| ----- | ------------- | --------------------- | --------- |
| 1     | Marc Márquez  | Repsol Honda Team     | 44:52,463 |
| 2     | Dani Pedrosa  | Repsol Honda Team     | + 3,495   |
| 3     | Jorge Lorenzo | Yamaha Factory Racing | + 5,704   |
| PP    | Marc Márquez  | Repsol Honda Team     | 1:37,958  |
| SR    | Marc Márquez  | Repsol Honda Team     | 1:39,044  |

Der Große Preis von Indianapolis auf dem Indianapolis Motor Speedway fand am 18. August 2013 statt und ging über eine Distanz von 27 Runden à 4,216 km, was einer Gesamtdistanz von 113,832 km entspricht.
In der ersten Kurve nach dem Start übernahm zunächst Jorge Lorenzo die Führung. Marc Márquez konnte eine Kollision mit seinem Teamkollegen Dani Pedrosa nur knapp verhindern und ging als Dritter aus der Startphase hervor. Nach der ersten Runde führte Lorenzo vor Márquez, Smith, Crutchlow, Bautista und Bradl. In der zweiten Runde fiel Crutchlow auf Rang sechs zurück. In Runde fünf fiel Randy De Puniet durch einen technischen Defekt aus. In der neunten Runde überholte Márquez Pedrosa und war damit Zweiter. In Runde 13 ging Márquez in Führung. In Runde 25 überholte Pedrosa Lorenzo und war damit Zweiter.
Marc Márquez gewann schließlich den Großen Preis von Indianapolis vor seinem Teamkollegen Dani Pedrosa und Jorge Lorenzo. Mit dem Ergebnis standen zum wiederholten Male drei Spanier auf dem Siegerpodest.

#### Großer Preis von Tschechien
| Platz | Fahrer        | Team                  | Zeit      |
| ----- | ------------- | --------------------- | --------- |
| 1     | Marc Márquez  | Repsol Honda Team     | 42:50,729 |
| 2     | Dani Pedrosa  | Repsol Honda Team     | + 0,313   |
| 3     | Jorge Lorenzo | Yamaha Factory Racing | + 2,277   |
| PP    | Cal Crutchlow | Monster Yamaha Tech 3 | 1:55,527  |
| SR    | Marc Márquez  | Repsol Honda Team     | 1:56,135  |

Der Große Preis von Tschechien auf dem Automotodrom Brno fand am 25. August 2013 statt und ging über eine Distanz von 22 Runden à 5,403 km, was einer Gesamtdistanz von 118,866 km entspricht.
Am Start ging der aus der zweiten Reihe gestartete Lorenzo in Führung. Nach der ersten Runde lautete die Reihenfolge der ersten zehn Fahrer wie folgt: Lorenzo vor Márquez, Pedrosa, Crutchlow, Bautista, Rosi, Smith Bradl, Dovizioso und Hayden. In der dritten Runde stürzte der auf Platz sechs liegende Smith. In der gleichen Runde stürzte auch Lukáš Pešek. Beide Fahrer zogen sich keine ernsthaften Verletzungen zu. Zu den weiteren Ausfällen in dieser Runde gehörten Héctor Barberá und Claudio Corti den Barberá bei seinem Sturz mitriss. In der achten Runde hatten Márquez und Pedrosa den zuvor enteilten Lorenzo wieder eingeholt. In dieser Runde stürzte der auf Platz vier liegende Crutchlow. Er konnte das Rennen jedoch fortsetzen. In der 16. Runde ging Márquez an Lorenzo vorbei und übernahm damit die Führung. In Runde 19 überholte Lorenzo den Führenden Márquez; dieser jedoch konnte seine verlorene Führungsposition mit einem Konter zurückgewinnen. In Runde 20 überholte Pedrosa den vor ihm fahrenden Lorenzo und war damit Zweiter.
Marc Márquez gewann den Großen Preis von Tschechien vor seinem Teamkollegen Dani Pedrosa und Jorge Lorenzo. Vierter wurde Valentino Rossi vor Álvaro Bautista und Stefan Bradl.

#### Großer Preis von Großbritannien
| Platz | Fahrer        | Team                  | Zeit      |
| ----- | ------------- | --------------------- | --------- |
| 1     | Jorge Lorenzo | Yamaha Factory Racing | 40:52,515 |
| 2     | Marc Márquez  | Repsol Honda Team     | + 0,081   |
| 3     | Dani Pedrosa  | Repsol Honda Team     | + 1,551   |
| PP    | Marc Márquez  | Repsol Honda Team     | 2:00,691  |
| SR    | Marc Márquez  | Repsol Honda Team     | 2:00,691  |

Der Große Preis von Großbritannien auf dem Silverstone Circuit fand am 1. September 2013 statt und ging über eine Distanz von 20 Runden à 5,902 km, was einer Gesamtdistanz von 118,04 km entspricht.
Im Warm-up zum Rennen stürzte der derzeit WM-Führende Márquez schwer und zog sich eine ausgerenkte Schulter zu. Ferner wurden ihm von der Rennleitung zwei Strafpunkte ausgesprochen. In der Begründung hieß es, dass Márquez trotz geschwenkter gelber Flaggen infolge des Crutchlow-Unfalls nicht seine Geschwindigkeit entsprechend reduziert hätte.
Beim Start zum Rennen übernahm Lorenzo mit seiner Yamaha die Führung vor Márquez. Es folgten Rossi und Bradl. Nach der ersten Runde lautete die Reihenfolge der ersten zehn Fahrer wie folgt: Lorenzo vor Márquez, Bradl, Rossi, Pedrosa, Crutchlow, Bautista, Smith, Dovizioso und Hayden. In Runde zwei stürzte Lukáš Pešek mit seiner Ioda-Suter. In Runde vier verlor Bradl seinen dritten Platz an Pedrosa. In Runde sechs wurde Bradl von Bautista überholt und war damit nunmehr Fünfter. In Runde zehn verlor Bradl einen weiteren Platz an Rossi. An der Spitze entwickelte sich derweil zwischen Lorenzo und Márquez ein Windschattenduell.
In Runde 18 attackierte Márquez den vor ihm fahrenden Lorenzo und ging erstmals in diesem Rennen in Führung. Lorenzo konterte diesen Angriff eine Runde später und ging wieder in Führung. In die letzte Runde des Rennens gingen beide Fahrer in enger Formation. Erneut konnte Márquez aus dem Windschatten überholen. Lorenzo konnte jedoch auch diesen Angriff erfolgreich kontern. Noch auf der Zielgeraden scherte Márquez erneut aus dem Windschatten Lorenzos aus. Lorenzo rettete jedoch seinen Sieg mit einem winzigen Vorsprung von nur 81 Tausendstelsekunden. Dritter des Rennens wurde Dani Pedrosa. Valentino Rossi wurde vor Álvaro Bautista Vierter. Stefan Bradl komplettierte die Top Sechs. Lokalmatador Crutchlow wurde Siebter.

#### Großer Preis von San Marino
| Platz | Fahrer        | Team                  | Zeit      |
| ----- | ------------- | --------------------- | --------- |
| 1     | Jorge Lorenzo | Yamaha Factory Racing | 44:05,552 |
| 2     | Marc Márquez  | Repsol Honda Team     | + 3,379   |
| 3     | Dani Pedrosa  | Repsol Honda Team     | + 7,368   |
| PP    | Marc Márquez  | Repsol Honda Team     | 1:32,915  |
| SR    | Marc Márquez  | Repsol Honda Team     | 1:33,935  |

Der Große Preis von San Marino auf dem Misano World Circuit Marco Simoncelli fand am 15. September 2013 statt und ging über eine Distanz von 28 Runden à 4,226 km, was einer Gesamtdistanz von 118,328 km entspricht.
Yamaha setzte im Vorfeld des Rennens für seine Werksfahrer erstmals ein übergangsloses Getriebe ein. Am Start ging der von Position zwei startende Lorenzo am Pole-Setter Márquez vorbei in Führung. Aleix Espargaró beging einen Frühstart wofür er von der Rennleitung mit einer Durchfahrtsstrafe belegt wurde. Nach der ersten Runde lautete die Reihenfolge an der Spitze Lorenzo, Pedrosa, Márquez, Rossi, Espargaró, Crutchlow, Bradl, Bautista, Iannone und Smith. In Runde drei gab Lukáš Pešek das Rennen wegen Schmerzen auf. In der vierten Runde führte Lorenzo 2,5 Sekunden vor Pedrosa. In der gleichen Runde stürzte der auf Rang neun liegende Iannone. In Runde fünf fuhr Rossi nach einem Fahrfehler von Márquez an diesem vorbei auf Rang drei. In Runde dreizehn konnte Márquez seinen dritten Platz zurückgewinnen. Hinter dem Spitzenquartett kämpften derweil Crutchlow und Bradl um Rang fünf. In Runde achtzehn verbesserte sich Márquez auf Platz zwei; Lorenzo lag zu diesem Zeitpunkt bereits 2,9 Sekunden vor ihm. Durch den nun einsetzenden Zweikampf zwischen Márquez und Pedrosa, konnte Lorenzo bis zur 22. Runde seinen Vorsprung auf 4,3 Sekunden ausbauen.
Jorge Lorenzo gewann nach einem fehlerfreien Rennen den Großen Preis von San Marino vor Marc Márquez und Dani Pedrosa. Vierter wurde Valentino Rossi vor Stefan Bradl, der Cal Crutchlow noch von Rang fünf verdrängen konnte. Siebter wurde Álvaro Bautista vor Andrea Dovizioso. Neunter wurde Nicky Hayden vor Michele Pirro.

#### Großer Preis von Aragonien
| Platz | Fahrer          | Team                  | Zeit      |
| ----- | --------------- | --------------------- | --------- |
| 1     | Marc Márquez    | Repsol Honda Team     | 42:03,459 |
| 2     | Jorge Lorenzo   | Yamaha Factory Racing | + 1,356   |
| 3     | Valentino Rossi | Yamaha Factory Racing | + 12,927  |
| PP    | Marc Márquez    | Repsol Honda Team     | 1:47,804  |
| SR    | Dani Pedrosa    | Repsol Honda Team     | 1:48,565  |

Der Große Preis von Aragonien fand am 29. September 2013 auf dem Motorland Aragón statt und ging über eine Distanz von 23 Runden à 5,078 km, was einer Gesamtdistanz von 116,794 km entspricht.
Am Start zog Lorenzo am Pole-Setter Márquez vorbei in Führung. Nach der ersten Runde lautete die Reihenfolge an der Spitze Lorenzo, Márquez, Pedrosa, Rossi, Bradl, Bautista und Crutchlow. In Runde zwei schied Laverty durch einen Sturz aus. In Runde fünf schob sich Pedrosa an seinem Teamkollegen Márquez vorbei auf Rang zwei. Zwischen diesen beiden Piloten entwickelte sich in den nächsten Runden ein enger und harter Zweikampf. In Runde sieben berührte Márquezs Unterarm den Hinterreifen seines Kontrahenten. Bei dieser Kollision wurde der Hinterradsensor von Pedrosas Maschine abgerissen. Dies hatte zur Folge, dass dessen Traktionskontrolle ausfiel. Als Pedrosa wieder Gas gab, wurde er von seiner Maschine durch einen High-Sider abgeworfen und stürzte schwer. Der Vorfall wurde anschließend von der Rennleitung untersucht. In der vierzehnten Runde ging Márquez nach einer Aufholjagd am führenden Lorenzo vorbei. Das Spitzenduo lieferte sich bis zum Rennende ein enges Duell, wobei Márquez vor Lorenzo siegte. Dritter wurde Valentino Rossi vor Álvaro Bautista, Stefan Bradl und Cal Crutchlow.

#### Großer Preis von Malaysia
| Platz | Fahrer        | Team                  | Zeit      |
| ----- | ------------- | --------------------- | --------- |
| 1     | Dani Pedrosa  | Repsol Honda Team     | 40'45,191 |
| 2     | Marc Márquez  | Repsol Honda Team     | + 2,757   |
| 3     | Jorge Lorenzo | Yamaha Factory Racing | + 6,669   |
| PP    | Marc Márquez  | Repsol Honda Team     | 2:00,011  |
| SR    | Dani Pedrosa  | Repsol Honda Team     | 2:01,415  |

Der Große Preis von Malaysia fand am 13. Oktober 2013 auf dem Sepang International Circuit statt und ging über eine Distanz von 20 Runden à 5,548 km, was einer Gesamtdistanz von 110,96 km entspricht.
Es siegt Dani Pedrosa vor Marc Márquez und Jorge Lorenzo.

#### Großer Preis von Australien
| Platz | Fahrer          | Team                  | Zeit      |
| ----- | --------------- | --------------------- | --------- |
| 1     | Jorge Lorenzo   | Yamaha Factory Racing | 29:07,155 |
| 2     | Dani Pedrosa    | Repsol Honda Team     | + 6,936   |
| 3     | Valentino Rossi | Yamaha Factory Racing | + 12,344  |
| PP    | Jorge Lorenzo   | Yamaha Factory Racing | 1:27,899  |
| SR    | Marc Márquez    | Repsol Honda Team     | 1:28,108  |

Der Große Preis von Australien fand am 20. Oktober 2013 auf dem Phillip Island Circuit statt und ging über eine Distanz von 27 Runden à 4,448 km, was einer Gesamtdistanz von 120,096 km entspricht.
Es siegt Jorge Lorenzo vor Dani Pedrosa und Valentino Rossi.
Aus Sicherheitsgründen musste nach spätestens 10 Runden das Motorrad gewechselt werden, weil die Reifenhersteller auf dem Asphalt keine ausreichende Sicherheit garantierten konnten. Márquez wechselte das Fahrzeug erst in der 11. Runde und wurde daraufhin disqualifiziert.

#### Großer Preis von Japan
| Platz | Fahrer        | Team                  | Zeit      |
| ----- | ------------- | --------------------- | --------- |
| 1     | Jorge Lorenzo | Yamaha Factory Racing | 42:34,291 |
| 2     | Marc Márquez  | Repsol Honda Team     | + 3,188   |
| 3     | Dani Pedrosa  | Repsol Honda Team     | + 4,592   |
| PP    | Jorge Lorenzo | Yamaha Factory Racing | 1:53,471  |
| SR    | Jorge Lorenzo | Yamaha Factory Racing | 1:45,736  |

Der Große Preis von Japan fand am 27. Oktober 2013 auf dem Twin Ring Motegi statt und ging über eine Distanz von 24 Runden à 4,801 km, was einer Gesamtdistanz von 115,224 km entspricht.
Es siegt Jorge Lorenzo vor Marc Márquez und Dani Pedrosa.

#### Großer Preis von Valencia
| Platz | Fahrer        | Team                  | Zeit      |
| ----- | ------------- | --------------------- | --------- |
| 1     | Jorge Lorenzo | Yamaha Factory Racing | 46:10,302 |
| 2     | Dani Pedrosa  | Repsol Honda Team     | + 3,934   |
| 3     | Marc Márquez  | Repsol Honda Team     | + 7,357   |
| PP    | Marc Márquez  | Repsol Honda Team     | 1:30,237  |
| SR    | Dani Pedrosa  | Repsol Honda Team     | 1:31,628  |

Der Große Preis von Valencia fand am 10. November 2013 auf dem Circuit Ricardo Tormo statt und ging über eine Distanz von 30 Runden à 4,005 km, was einer Gesamtdistanz von 120,15 km entspricht.
Es siegt Jorge Lorenzo vor Dani Pedrosa und Marc Márquez.
Mit dem dritten Platz im Rennen ist Márquez mit 20 Jahren und 266 Tagen der bisher jüngste Fahrer, der den Titel in der Königsklasse gewinnen konnte. Lorenzo setzte sich nach dem Start an die Spitze und wurde von Pedrosa mehrfach attackiert, schlug aber jedes Mal zurück. Der kurzzeitig führende Márquez wurde von Lorenzo wieder überholt, griff danach nicht mehr an und schenkte Pedrosa den zweiten Platz.

### Fahrerwertung
| Pos. | Fahrer             | Maschine     | QAT | AME | ESP | FRA | ITA | CAT | NED | GER | USA | INP | CZE | GBR | RSM | ARA | MAL | AUS | JPN | VAL | Punkte |
| ---- | ------------------ | ------------ | --- | --- | --- | --- | --- | --- | --- | --- | --- | --- | --- | --- | --- | --- | --- | --- | --- | --- | ------ |
| 1    | Marc Márquez       | Honda        | 3   | 1   | 2   | 3   | DNF | 3   | 2   | 1   | 1   | 1   | 1   | 2   | 2   | 1   | 2   | DSQ | 2   | 3   | 334    |
| 2    | Jorge Lorenzo      | Yamaha       | 1   | 3   | 3   | 7   | 1   | 1   | 5   | DNS | 6   | 3   | 3   | 1   | 1   | 2   | 3   | 1   | 1   | 1   | 330    |
| 3    | Dani Pedrosa       | Honda        | 4   | 2   | 1   | 1   | 2   | 2   | 4   | DNS | 5   | 2   | 2   | 3   | 3   | DNF | 1   | 2   | 3   | 2   | 300    |
| 4    | Valentino Rossi    | Yamaha       | 2   | 6   | 4   | 12  | DNF | 4   | 1   | 3   | 3   | 4   | 4   | 4   | 4   | 3   | 4   | 3   | 6   | 4   | 237    |
| 5    | Cal Crutchlow      | Yamaha       | 5   | 4   | 5   | 2   | 3   | DNF | 3   | 2   | 7   | 5   | 17  | 7   | 6   | 6   | 6   | 4   | 7   | DNF | 188    |
| 6    | Álvaro Bautista    | Honda        | 6   | 8   | 6   | 6   | DNF | DNF | 7   | 5   | 4   | 6   | 5   | 5   | 7   | 4   | 5   | 5   | 4   | 5   | 171    |
| 7    | Stefan Bradl       | Honda        | DNF | 5   | DNF | 10  | 4   | 5   | 6   | 4   | 2   | 7   | 6   | 6   | 5   | 5   |     |     | 5   | 6   | 156    |
| 8    | Andrea Dovizioso   | Ducati       | 7   | 7   | 8   | 4   | 5   | 7   | 10  | 7   | 9   | 10  | 7   | DNF | 8   | 8   | 8   | 9   | 10  | 9   | 140    |
| 9    | Nicky Hayden       | Ducati       | 8   | 9   | 7   | 5   | 6   | DNF | 11  | 9   | 8   | 9   | 8   | 8   | 9   | 9   | DNF | 7   | 9   | 8   | 126    |
| 10   | Bradley Smith      | Yamaha       | DNF | 12  | 10  | 9   | 9   | 6   | 9   | 6   | DNF | 8   | DNF | 9   | 11  | 7   | 7   | 6   | 8   | 7   | 116    |
| 11   | Aleix Espargaró    | ART          | 11  | 11  | 9   | 13  | 8   | 8   | 8   | 8   | DNF | 12  | 10  | 10  | 13  | 11  | 9   | 11  | DNF | 11  | 93     |
| 12   | Andrea Iannone     | Ducati       | 9   | 10  | DNF | 11  | 13  | DNF | 13  | DNS |     | 11  | 9   | 11  | DNF | 10  | DNF | 8   | 14  | DNF | 57     |
| 13   | Michele Pirro      | Ducati       |     |     | 11  | 8   | 7   | 10  | 14  | 10  |     |     | 12  | 12  | 10  |     |     |     |     | 10  | 56     |
| 14   | Colin Edwards      | FTR-Kawasaki | DNF | DNF | 15  | 16  | 14  | 9   | 17  | 13  | 12  | 13  | 11  | 14  | 12  | 16  | 15  | 12  | 12  | 15  | 41     |
| 15   | Randy De Puniet    | ART          | 12  | 14  | DNF | DNF | 11  | DNF | 12  | 12  | DNF | DNF | 15  | 16  | 17  | 13  | 12  | 10  | 13  | DNF | 36     |
| 16   | Héctor Barberá     | FTR          | 13  | 18  | 12  | 18  | 10  | DNF | 20  | 11  | 10  | 16  | DNF | 13  | DNF | DNF | 14  | 14  | 16  | 12  | 35     |
| 17   | Danilo Petrucci    | Ioda-Suter   | DNF | DNF | 14  | 14  | 12  | 11  | 16  | 14  | 13  | 17  | 13  | 15  | 15  | DNF | 16  | 15  | 18  | 14  | 26     |
| 18   | Yonny Hernández    | ART          | 14  | 15  | DNF | DNF | 16  | 13  | 19  | DNF | 15  | DNF | 16  | 20  | DNF |     |     |     |     |     | 21     |
| 18   | Yonny Hernández    | Ducati       |     |     |     |     |     |     |     |     |     |     |     |     |     | 12  | 10  | 13  | 15  | DNF | 21     |
| 19   | Claudio Corti      | FTR-Kawasaki | 16  | 19  | 17  | DNF | DNF | 12  | 18  | 15  | DNF | 14  | DNF | 17  | 16  | 15  | 13  | 17  | 20  | 13  | 14     |
| 20   | Hiroshi Aoyama     | FTR          | 15  | 17  | 18  | 19  | DNF | WD  |     | 17  | 16  | 15  | 14  | 18  | 14  | 14  | 11  | 20  | 17  | 16  | 13     |
| 21   | Ben Spies          | Ducati       | 10  | 13  |     |     | DNS |     |     |     |     | DNS |     |     |     |     |     |     |     |     | 9      |
| 22   | Katsuyuki Nakasuga | Yamaha       |     |     |     |     |     |     |     |     |     |     |     |     |     |     |     |     | 11  |     | 5      |
| 23   | Alex De Angelis    | Ducati       |     |     |     |     |     |     |     |     | 11  |     |     |     |     |     |     |     |     |     | 5      |
| 24   | Karel Abraham      | ART          | DNF | DNS | DNS | 15  | 15  | DNF | 15  | 18  | 14  | DNS | 19  |     | DNF |     |     |     |     |     | 5      |
| 25   | Michael Laverty    | PBM (CRT)    | 17  | 16  | 13  | 17  | 17  | DNF | 22  | 16  | DNF | 18  | 18  | 19  | 18  |     |     |     |     |     | 3      |
| 25   | Michael Laverty    | ART          |     |     |     |     |     |     |     |     |     |     |     |     |     | DNF | DNF | 18  | 19  | 17  | 3      |
| 26   | Bryan Staring      | FTR-Honda    | DNF | 20  | 16  | DNF | 18  | 14  | 21  | DNF | 17  | 19  | 20  | 21  | DNF | 18  | 18  | DSQ | 22  | 19  | 2      |
| 27   | Javier del Amor    | FTR          |     |     |     |     |     | 15  |     |     |     |     |     |     |     |     |     |     |     |     | 1      |
| –    | Lukáš Pešek        | Ioda-Suter   | 18  | DNF | DNF | DNF | 19  | 16  | DNF | 19  | 18  | DNF | DNF | DNF | DNF | 19  | DNF | 19  | DNF | DNF | 0      |
| –    | Luca Scassa        | ART          |     |     |     |     |     |     |     |     |     |     |     |     |     | 17  | 17  | 16  | DNF | 18  | 0      |
| –    | Martin Bauer       | Suter        |     |     |     |     |     |     |     |     |     |     | 21  |     |     |     |     |     |     | 20  | 0      |
| –    | Blake Young        | APR          |     | 21  |     |     |     |     |     |     | WD  | DNF |     |     |     |     |     |     |     |     | 0      |
| –    | Iván Silva         | FTR          |     |     |     |     |     |     | 23  |     |     |     |     |     |     |     |     |     |     |     | 0      |
| –    | Damian Cudlin      | PBM          |     |     |     |     |     |     |     |     |     |     |     |     |     | DNF | DNF | 21  | 21  | DNF | 0      |
| –    | Michael Barnes     | BCL          |     | DNQ |     |     |     |     |     |     |     |     |     |     |     |     |     |     |     |     | 0      |
| Pos. | Fahrer             | Maschine     | QAT | AME | ESP | FRA | ITA | CAT | NED | GER | USA | INP | CZE | GBR | RSM | ARA | MAL | AUS | JPN | VAL | Punkte |

| Farbe         | Bedeutung                               |
| ------------- | --------------------------------------- |
| Gold          | Sieger                                  |
| Silber        | 2. Platz                                |
| Bronze        | 3. Platz                                |
| Grün          | Platzierung in den Punkten              |
| Blau          | Klassifiziert außerhalb der Punkteränge |
| Violett       | Rennen nicht beendet (DNF)              |
| Violett       | nicht klassifiziert (NC)                |
| Rot           | nicht qualifiziert (DNQ)                |
| Schwarz       | disqualifiziert (DSQ)                   |
| Weiß          | nicht am Start (DNS)                    |
| Weiß          | zurückgezogen (WD)                      |
| Weiß          | Rennen abgesagt (C)                     |
| ohne Farbe    | nicht am Training teilgenommen (DNP)    |
| ohne Farbe    | verletzt oder krank (INJ)               |
| ohne Farbe    | ausgeschlossen (EX)                     |
| ohne Farbe    | nicht erschienen (DNA)                  |
| fett          | Pole-Position                           |
| kursiv        | Schnellste Rennrunde                    |
| unterstrichen | WM-Führung                              |
| hochgestellt  | Platzierung im Sprintrennen             |

### Konstrukteurswertung
| Pos. | Hersteller   | QAT | AME | ESP | FRA | ITA | CAT | NED | GER | USA | INP | CZE | GBR | RSM | ARA | MAL | AUS | JPN | VAL | Gesamt |
| ---- | ------------ | --- | --- | --- | --- | --- | --- | --- | --- | --- | --- | --- | --- | --- | --- | --- | --- | --- | --- | ------ |
| 1    | Honda        | 3   | 1   | 1   | 1   | 2   | 2   | 2   | 1   | 1   | 1   | 1   | 2   | 2   | 41  | 1   | 2   | 2   | 2   | 389    |
| 2    | Yamaha       | 1   | 3   | 3   | 2   | 1   | 1   | 1   | 2   | 3   | 3   | 3   | 1   | 1   | 2   | 3   | 1   | 1   | 1   | 381    |
| 3    | Ducati       | 7   | 7   | 7   | 4   | 5   | 7   | 10  | 7   | 8   | 9   | 7   | 8   | 8   | 8   | 8   | 7   | 9   | 8   | 155    |
| 4    | ART          | 11  | 11  | 9   | 13  | 8   | 8   | 8   | 8   | 14  | 12  | 10  | 10  | 13  | 11  | 9   | 10  | 13  | 11  | 99     |
| 5    | FTR-Kawasaki | 16  | 19  | 15  | 16  | 14  | 9   | 17  | 13  | 12  | 13  | 11  | 14  | 12  | 15  | 13  | 12  | 12  | 13  | 46     |
| 6    | FTR          | 13  | 17  | 12  | 18  | 10  | 15  | 20  | 11  | 10  | 15  | 14  | 13  | 14  | 14  | 11  | 14  | 16  | 12  | 46     |
| 7    | Ioda-Suter   | 18  | DNF | 14  | 14  | 12  | 11  | 16  | 14  | 13  | 17  | 13  | 15  | 15  | 19  | 16  | 15  | 18  | 14  | 26     |
| 8    | PBM          | 17  | 16  | 13  | 17  | 17  | DNF | 22  | 16  | DNF | 18  | 18  | 19  | 18  | DNF | DNF | 21  | 21  | DNF | 3      |
| 9    | FTR-Honda    | DNF | 20  | 16  | DNF | 18  | 14  | 21  | DNF | 17  | 19  | 20  | 21  | DNF | 18  | 18  | DSQ | 22  | 19  | 2      |
| –    | S&B-Suter    |     |     |     |     |     |     |     |     |     |     | 21  |     |     |     |     |     |     | 20  | 0      |
| –    | APR          |     | 21  |     |     |     |     |     |     | WD  | DNF |     |     |     |     |     |     |     |     | 0      |
| –    | BCL          |     | DNQ |     |     |     |     |     |     |     |     |     |     |     |     |     |     |     |     | 0      |

Anmerkung
- 1 Die Punkte des Rennsiegers Márquez wurden Honda aberkannt, weil es einen Sicherheitsausfall in der Traktionskontrolle von Pedrosa gab, der stürzte.[12] Der nächst beste Honda-Fahrer war Bautista, auf dem 4. Platz.

### Teamwertung
| Pos. | Hersteller                | QAT | AME | ESP | FRA | ITA | CAT | NED | GER | USA | INP | CZE | GBR | RSM | ARA | MAL | AUS | JPN | VAL | Gesamt |
| ---- | ------------------------- | --- | --- | --- | --- | --- | --- | --- | --- | --- | --- | --- | --- | --- | --- | --- | --- | --- | --- | ------ |
| 1    | Repsol Honda Team         | 29  | 45  | 45  | 41  | 20  | 36  | 33  | 25  | 36  | 45  | 45  | 36  | 36  | 25  | 45  | 20  | 36  | 36  | 634    |
| 2    | Yamaha Factory Racing     | 45  | 26  | 29  | 13  | 25  | 38  | 36  | 16  | 26  | 29  | 29  | 38  | 38  | 36  | 29  | 41  | 35  | 38  | 567    |
| 3    | Monster Yamaha Tech3      | 11  | 17  | 17  | 27  | 23  | 10  | 23  | 30  | 9   | 19  | 0   | 16  | 15  | 19  | 19  | 23  | 17  | 9   | 304    |
| 4    | Ducati MotoGP Team        | 17  | 0   | 17  | 24  | 21  | 9   | 11  | 16  | 15  | 13  | 17  | 8   | 15  | 15  | 8   | 16  | 13  | 15  | 266    |
| 5    | Go&Fun Honda Gresini      | 10  | 8   | 10  | 10  | 0   | 2   | 9   | 11  | 13  | 10  | 11  | 11  | 9   | 13  | 11  | 11  | 13  | 11  | 173    |
| 6    | LCR Honda MotoGP          | 0   | 11  | 0   | 0   | 0   | 11  | 10  | 13  | 20  | 9   | 10  | 10  | 11  | 11  | 0   | 0   | 11  | 10  | 156    |
| 7    | Aspar Racing Team         | 9   | 7   | 7   | 3   | 13  | 8   | 12  | 12  | 0   | 4   | 7   | 6   | 3   | 8   | 11  | 11  | 3   | 5   | 129    |
| 8    | Pramac Racing             | 13  | 9   | 0   | 13  | 3   | 6   | 5   | 6   | 5   | 5   | 11  | 9   | 6   | 10  | 6   | 11  | 3   | 0   | 121    |
| 9    | NGM Mobile Forward Racing | 0   | 0   | 1   | 0   | 2   | 11  | 0   | 4   | 4   | 5   | 5   | 2   | 4   | 1   | 4   | 4   | 4   | 4   | 55     |
| 10   | Avintia Blusens           | 4   | 0   | 4   | 0   | 0   | 1   | 0   | 5   | 6   | 1   | 2   | 3   | 2   | 2   | 7   | 2   | 0   | 4   | 49     |
| 11   | Ioda-Suter                | 0   | 0   | 2   | 2   | 4   | 5   | 0   | 2   | 3   | 0   | 3   | 1   | 1   | 0   | 0   | 1   | 0   | 2   | 26     |
| 12   | Paul Bird Motorsport      | 2   | 1   | 3   | 0   | 0   | 3   | 0   | 0   | 1   | 0   | 0   | 0   | 0   | 0   | 0   | 0   | 0   | 0   | 10     |
| 13   | Cardion AB Motorracing    | 0   | 0   | 0   | 1   | 1   | 0   | 1   | 0   | 2   | 0   | 0   | 0   | 0   | 0   | 0   | 0   | 0   | 0   | 5      |

Quelle

## Moto2-Klasse

### Teams und Fahrer
Die Auflistung der Teams und Fahrer entspricht der offiziellen Meldeliste der FIM. Gast-, Ersatz und Wildcardfahrer sind in dieser Übersicht unberücksichtigt.
| Nr. | Fahrer              | Team                             | Motorrad |
| --- | ------------------- | -------------------------------- | -------- |
| 3   | Simone Corsi        | NGM Mobile Racing                | Speed Up |
| 4   | Randy Krummenacher  | Technomag carXpert               | Suter    |
| 5   | Johann Zarco        | Came IodaRacing Project          | Suter    |
| 7   | Doni Tata Pradita   | Federal Oil Gresini Moto2        | Suter    |
| 8   | Gino Rea            | Gino Rea Race Team               | FTR      |
| 9   | Kyle Smith          | Blusens Avintia                  | Kalex    |
| 11  | Sandro Cortese      | Dynavolt Intact GP               | Kalex    |
| 12  | Thomas Lüthi        | Interwetten Paddock Moto2 Racing | Suter    |
| 14  | Ratthapark Wilairot | Thai Honda PTT Gresini Moto2     | Suter    |
| 15  | Alex De Angelis     | NGM Mobile Forward Racing        | Speed Up |
| 17  | Alberto Moncayo     | Arginano & Gines Racing          | Speed Up |
| 18  | Nicolás Terol       | Mapfre Aspar Team Moto2          | Suter    |
| 19  | Xavier Siméon       | Desguaces La Torre Maptaq        | Kalex    |
| 23  | Marcel Schrötter    | Desguaces La Torre SAG           | Kalex    |
| 24  | Toni Elías          | Blusens Avintia                  | Kalex    |
| 30  | Takaaki Nakagami    | Italtrans Racing Team            | Kalex    |
| 36  | Mika Kallio         | Marc VDS Racing Team             | Kalex    |
| 40  | Pol Espargaró       | Tuenti HP 40                     | Kalex    |
| 44  | Steven Odendaal     | Arginano & Gines Racing          | Speed Up |
| 45  | Scott Redding       | Marc VDS Racing Team             | Kalex    |
| 49  | Axel Pons           | Tuenti HP 40                     | Kalex    |
| 52  | Danny Kent          | Tech 3                           | Tech 3   |
| 54  | Mattia Pasini       | NGM Mobile Racing                | Speed Up |
| 60  | Julián Simón        | Italtrans Racing Team            | Kalex    |
| 63  | Mike Di Meglio      | JiR Moto2                        | Motobi   |
| 72  | Yūki Takahashi      | IDEMITSU Honda Team Asia         | Moriwaki |
| 77  | Dominique Aegerter  | Technomag carXpert               | Suter    |
| 80  | Esteve Rabat        | Tuenti HP 40                     | Kalex    |
| 81  | Jordi Torres        | Mapfre Aspar Team Moto2          | Suter    |
| 88  | Ricard Cardús       | NGM Mobile Forward Racing        | Speed Up |
| 95  | Anthony West        | QMMF Racing Team                 | Speed Up |
| 96  | Louis Rossi         | Tech 3                           | Tech 3   |
| 97  | Rafid Topan Sucipto | QMMF Racing Team                 | Speed Up |

| Legende         |
| --------------- |
| Stammfahrer     |
| Wildcard-Fahrer |
| Ersatzfahrer    |

### Rennergebnisse
|    | Datum  | Rennen                | Strecke        | Platz 1       | Platz 2          | Platz 3            | Pole-Position    | Schn. Rennrunde | Gesamtführender Fahrer | Gesamtführender Konstrukteur |
| -- | ------ | --------------------- | -------------- | ------------- | ---------------- | ------------------ | ---------------- | --------------- | ---------------------- | ---------------------------- |
| 1  | 07.04. | GP von Katar          | Losail         | Pol Espargaró | Scott Redding    | Takaaki Nakagami   | Pol Espargaró    | Pol Espargaró   | Pol Espargaró          | Kalex                        |
| 2  | 21.04. | GP of The Americas    | Austin         | Nicolás Terol | Esteve Rabat     | Mika Kallio        | Nicolás Terol    | Scott Redding   | Scott Redding          | Kalex                        |
| 3  | 05.05. | GP von Spanien        | Jerez          | Esteve Rabat  | Scott Redding    | Pol Espargaró      | Esteve Rabat     | Esteve Rabat    | Esteve Rabat           | Kalex                        |
| 4  | 19.05. | GP von Frankreich     | Le Mans        | Scott Redding | Mika Kallio      | Xavier Siméon      | Takaaki Nakagami | Scott Redding   | Scott Redding          | Kalex                        |
| 5  | 02.06. | GP von Italien        | Mugello        | Scott Redding | Nicolás Terol    | Johann Zarco       | Scott Redding    | Johann Zarco    | Scott Redding          | Kalex                        |
| 6  | 16.06. | GP von Katalonien     | Catalunya      | Pol Espargaró | Esteve Rabat     | Thomas Lüthi       | Pol Espargaró    | Thomas Lüthi    | Scott Redding          | Kalex                        |
| 7  | 29.06. | Dutch TT              | Assen          | Pol Espargaró | Scott Redding    | Dominique Aegerter | Pol Espargaró    | Pol Espargaró   | Scott Redding          | Kalex                        |
| 8  | 14.07. | GP von Deutschland    | Sachsenring    | Jordi Torres  | Simone Corsi     | Pol Espargaró      | Xavier Siméon    | Julián Simón    | Scott Redding          | Kalex                        |
| 9  | 18.08. | GP von Indianapolis   | Indianapolis   | Esteve Rabat  | Takaaki Nakagami | Scott Redding      | Scott Redding    | Julián Simón    | Scott Redding          | Kalex                        |
| 10 | 25.08. | GP von Tschechien     | Brünn          | Mika Kallio   | Takaaki Nakagami | Thomas Lüthi       | Takaaki Nakagami | Johann Zarco    | Scott Redding          | Kalex                        |
| 11 | 01.09. | GP von Großbritannien | Silverstone    | Scott Redding | Takaaki Nakagami | Thomas Lüthi       | Takaaki Nakagami | Esteve Rabat    | Scott Redding          | Kalex                        |
| 12 | 15.09. | GP von San Marino     | Misano         | Pol Espargaró | Takaaki Nakagami | Esteve Rabat       | Pol Espargaró    | Pol Espargaró   | Scott Redding          | Kalex                        |
| 13 | 29.09. | GP von Aragonien      | Aragón         | Nicolás Terol | Esteve Rabat     | Pol Espargaró      | Nicolás Terol    | Esteve Rabat    | Scott Redding          | Kalex                        |
| 14 | 13.10. | GP von Malaysia       | Sepang         | Esteve Rabat  | Pol Espargaró    | Thomas Lüthi       | Esteve Rabat     | Mika Kallio     | Scott Redding          | Kalex                        |
| 15 | 20.10. | GP von Australien     | Phillip Island | Pol Espargaró | Thomas Lüthi     | Jordi Torres       | Pol Espargaró    | Alex De Angelis | Pol Espargaró          | Kalex                        |
| 16 | 27.10. | GP von Japan          | Motegi         | Pol Espargaró | Mika Kallio      | Thomas Lüthi       | Mika Kallio      | Pol Espargaró   | Pol Espargaró          | Kalex                        |
| 17 | 10.11. | GP von Valencia       | Valencia       | Nicolás Terol | Jordi Torres     | Johann Zarco       | Pol Espargaró    | Jordi Torres    | Pol Espargaró          | Kalex                        |

### Rennberichte

#### Großer Preis von Katar
| Platz | Fahrer           | Team                  | Zeit      |
| ----- | ---------------- | --------------------- | --------- |
| 1     | Pol Espargaró    | Tuenti HP 40          | 40:31,782 |
| 2     | Scott Redding    | Marc VDS Racing Team  | + 0,844   |
| 3     | Takaaki Nakagami | Italtrans Racing Team | + 12,098  |
| PP    | Pol Espargaró    | Tuenti HP 40          | 2:00,882  |
| SR    | Pol Espargaró    | Tuenti HP 40          | 2:00,931  |

Der Große Preis von Katar auf dem Losail International Circuit fand am 7. April 2013 statt und ging über eine Distanz von 20 Runden à 5,380 km, was einer Gesamtdistanz von 107,6 km entspricht.
Pol Espargaró gewann den Großen Preis von Katar vor dem Briten Scott Redding. Der Japaner Takaaki Nakagami wurde Dritter.

#### Grand Prix of The Americas
| Platz | Fahrer        | Team                    | Zeit      |
| ----- | ------------- | ----------------------- | --------- |
| 1     | Nicolás Terol | Mapfre Aspar Team Moto2 | 42:02,689 |
| 2     | Esteve Rabat  | Tuenti HP 40            | + 3,125   |
| 3     | Mika Kallio   | Marc VDS Racing Team    | + 3,175   |
| PP    | Scott Redding | Marc VDS Racing Team    | 2:10,577  |
| SR    | Nicolás Terol | Mapfre Aspar Team Moto2 | 2:11,742  |

Der Grand Prix of The Americas auf dem Circuit of The Americas fand am 21. April 2013 statt und ging über eine Distanz von 19 Runden à 5,512 km, was einer Gesamtdistanz von 104,747 km entspricht.
Der Spanier Nicolás Terol gewann den Grand Prix of The Americas vor seinem Landsmann Esteve Rabat. Mika Kallio wurde Dritter.

#### Großer Preis von Spanien
| Platz | Fahrer        | Team                 | Zeit      |
| ----- | ------------- | -------------------- | --------- |
| 1     | Esteve Rabat  | Tuenti HP 40         | 45:04,450 |
| 2     | Scott Redding | Marc VDS Racing Team | + 4,261   |
| 3     | Pol Espargaró | Tuenti HP 40         | + 7,517   |
| PP    | Esteve Rabat  | Tuenti HP 40         | 1:43,251  |
| SR    | Esteve Rabat  | Tuenti HP 40         | 1:43,119  |

Der Große Preis von Spanien auf dem Circuito de Jerez fand am 5. Mai 2013 statt und ging über eine Distanz von 26 Runden à 4,423 km, was einer Gesamtdistanz von 114,998 km entspricht.
Pol Espargaró gewann den Großen Preis von Spanien und damit sein zweites Rennen der Saison. Scott Redding wurde hinter ihm Zweiter. Pol Espargaró komplettierte das Siegerpodest mit Rang 3.

#### Großer Preis von Frankreich
| Platz | Fahrer           | Team                      | Zeit      |
| ----- | ---------------- | ------------------------- | --------- |
| 1     | Scott Redding    | Marc VDS Racing Team      | 36:43,583 |
| 2     | Mika Kallio      | Marc VDS Racing Team      | + 1,090   |
| 3     | Xavier Siméon    | Desguaces La Torre Maptaq | + 1,234   |
| PP    | Takaaki Nakagami | Italtrans Racing Team     | 1:38,508  |
| SR    | Scott Redding    | Marc VDS Racing Team      | 1:39,117  |

Der Große Preis von Frankreich auf dem Circuit Bugatti fand am 19. Mai 2013 statt und ging über eine Distanz von 22 Runden à 4,180 km, was einer Gesamtdistanz von 92,07 km entspricht.
Scott Redding gewann den Großen Preis von Frankreich. Es war sein erster Sieg der Saison. Zweiter wurde sein Teamkollege Mika Kallio vor Xavier Siméon.

#### Großer Preis von Italien
| Platz | Fahrer        | Team                    | Zeit      |
| ----- | ------------- | ----------------------- | --------- |
| 1     | Scott Redding | Marc VDS Racing Team    | 39:53,942 |
| 2     | Nicolás Terol | Mapfre Aspar Team Moto2 | + 2,175   |
| 3     | Johann Zarco  | Came IodaRacing Project | + 4,387   |
| PP    | Scott Redding | Marc VDS Racing Team    | 1:52,958  |
| SR    | Johann Zarco  | Came IodaRacing Project | 1:53,095  |

Der Große Preis von Italien auf dem Autodromo Internazionale del Mugello fand am 2. Juni 2013 statt und ging über eine Distanz von 21 Runden à 5,245 km, was einer Gesamtdistanz von 110,145 km entspricht.
Der Brite Scott Redding gewann den Großen Preis von Italien und damit sein zweites Rennen der Saison. Zweiter wurde der Spanier Nicolás Terol vor dem Franzosen Johann Zarco.

#### Großer Preis von Katalonien
| Platz | Fahrer        | Team                             | Zeit      |
| ----- | ------------- | -------------------------------- | --------- |
| 1     | Pol Espargaró | Tuenti HP 40                     | 41:17,307 |
| 2     | Esteve Rabat  | Tuenti HP 40                     | + 0,081   |
| 3     | Thomas Lüthi  | Interwetten Paddock Moto2 Racing | + 6,264   |
| PP    | Pol Espargaró | Tuenti HP 40                     | 1:46,410  |
| SR    | Thomas Lüthi  | Interwetten Paddock Moto2 Racing | 1:46,969  |

Der Große Preis von Katalonien auf dem Circuit de Barcelona-Catalunya fand am 16. Juni 2013 statt und ging über eine Distanz von 23 Runden à 4,727 km, was einer Gesamtdistanz von 108,721 km entspricht.
Der Spanier Pol Espargaró gewann den Großen Preis von Katalonien; es war sein zweiter Sieg der Saison. Zweiter wurde sein Landsmann Esteve Rabat vor dem Schweizer Thomas Lüthi, der Dritter wurde.

#### Dutch TT
| Platz | Fahrer             | Team                 | Zeit      |
| ----- | ------------------ | -------------------- | --------- |
| 1     | Pol Espargaró      | Tuenti HP 40         | 39:51,883 |
| 2     | Scott Redding      | Marc VDS Racing Team | + 0,177   |
| 3     | Dominique Aegerter | Technomag carXpert   | + 3,509   |
| PP    | Pol Espargaró      | Tuenti HP 40         | 1:38,734  |
| SR    | Pol Espargaró      | Tuenti HP 40         | 1:38,898  |

Den 83. Durch TT auf dem TT Circuit Assen fand am 29. Juni 2013 statt und ging über eine Distanz von 24 Runden à 4,542 km, was einer Gesamtdistanz von 109,008 km entspricht.
Nach Pole-Position und Schnellster Rennrunde holte sich Pol Espargaró den Sieg beim Dutch TT. Zweiter wurde der Brite Scott Redding vor dem Schweizer Dominique Aegerter.

#### Großer Preis von Deutschland
| Platz | Fahrer        | Team                      | Zeit      |
| ----- | ------------- | ------------------------- | --------- |
| 1     | Jordi Torres  | Mapfre Aspar Team Moto2   | 41:19,636 |
| 2     | Simone Corsi  | NGM Mobile Racing         | + 2,164   |
| 3     | Pol Espargaró | Tuenti HP 40              | + 2,494   |
| PP    | Xavier Siméon | Desguaces La Torre Maptaq | 1:24,665  |
| SR    | Julián Simón  | Italtrans Racing Team     | 1:24,809  |

Der Große Preis von Deutschland auf dem Sachsenring fand am 14. Juli 2013 statt und ging über eine Distanz von 29 Runden à 3,671 km, was einer Gesamtdistanz von 106,459 km entspricht.
Der Spanier Jordi Torres gewann den Großen Preis von Deutschland. Zweiter wurde Simone Corsi vor Pol Espargaró.

#### Großer Preis von Indianapolis
| Platz | Fahrer           | Team                  | Zeit      |
| ----- | ---------------- | --------------------- | --------- |
| 1     | Esteve Rabat     | Tuenti HP 40          | 43:47,432 |
| 2     | Takaaki Nakagami | Italtrans Racing Team | + 0,766   |
| 3     | Scott Redding    | VDS Racing Team       | + 1,741   |
| PP    | Scott Redding    | VDS Racing Team       | 1:43,026  |
| SR    | Julián Simón     | Italtrans Racing Team | 1:43,511  |

Der Große Preis von Indianapolis auf dem Indianapolis Motor Speedway fand am 18. August 2013 statt und ging über eine Distanz von 25 Runden à 4,216 km, was einer Gesamtdistanz von 105,4 km entspricht.
Nach der ersten Runde führte Nakagami vor Redding, Espargaró, Rabat, Aegerter, Terol, Torres. In Runde sieben führte Nakagami mit einer Sekunde Vorsprung vor Redding. Espargaró fuhr weiterhin auf Platz drei. Bis zur Runde zwölf konnte Nakagami seinen Vorsprung auf den Zweitplatzierten auf nun zwei Sekunden vergrößern. In der Folge konnte jedoch der aufholende Rabat den Vorsprung Nakagamis sukzessive verkleinern und schließlich in Runde dreiundzwanzig die Führung übernehmen. Um Platz drei entwickelte sich in der Schlussphase des Rennens ein Dreikampf, an dem Redding, Espargaró und Aegerter beteiligt waren. Esteve Rabat gewann den Großen Preis von Indianapolis vor Takaaki Nakagami. Dritter wurde Scott Redding.

#### Großer Preis von Tschechien
| Platz | Fahrer           | Team                          | Zeit      |
| ----- | ---------------- | ----------------------------- | --------- |
| 1     | Mika Kallio      | VDS Racing Team               | 41:11,785 |
| 2     | Takaaki Nakagami | Italtrans Racing Team         | + 0,590   |
| 3     | Thomas Lüthi     | Interwetten Paddock Moto2 Rac | + 0,799   |
| PP    | Takaaki Nakagami | Italtrans Racing Team         | 2:02,202  |
| SR    | Johann Zarco     | Came Iodaracing Projec        | 2:02,605  |

Der Große Preis von Tschechien auf dem Automotodrom Brno fand am 25. August 2013 statt und ging über eine Distanz von 20 Runden à 5,403 km, was einer Gesamtdistanz von 108,06 km entspricht.
Am Start kamen Nakagami, Espargaró, Kallio und Aegerter am besten weg. Nach der ersten Runde lautet die Reihenfolge der ersten zehn Fahrer Nakagami. Espargaró, Kallio, Aegerter, Rabat, Terol, Cortese, Torres, Lüthi und Schröter. In der zweiten Runde überholte Kallio den vor ihm fahrenden Espargaró und war damit Zweiter. In Runde vier übernahm Kallio die Führung vor Nakagami und Aegerter. Nach der siebten Runde lautete die Reihenfolge an der Spitze Kallio, Terol, Nakagami, Espargaró, Lüthi und Redding. Eine Runde später ging Lüthi in Führung. In Runde zwölf wechselte die Führung erneut; Kallio führte nun das Feld vor Lüthi und Nakagami an. In Runde sechzehn übernahm Lüthi die Führung. Zwei Umläufe später gingen Kallio und Nakagami an Lüthi vorbei. In Runde neunzehn rutschte dem auf Rang elf liegenden Cortese in Kurve 1 das Vorderrad weg. Die Kalex überschlug sich daraufhin und wurde völlig zerstört. Cortese zog sich bei diesem Sturz einen Bruch der rechten Elle zu.
Mika Kallio gewann den Großen Preis von Tschechien vor Takaaki Nakagami. Thomas Lüthi wurde Dritter. Vierter wurde Pol Espargaró vor Johann Zarco und Nicolás Terol.

#### Großer Preis von Großbritannien
| Platz | Fahrer           | Team                          | Zeit      |
| ----- | ---------------- | ----------------------------- | --------- |
| 1     | Scott Redding    | VDS Racing Team               | 38:22,897 |
| 2     | Takaaki Nakagami | Italtrans Racing Team         | + 1,066   |
| 3     | Thomas Lüthi     | Interwetten Paddock Moto2 Rac | + 1,170   |
| PP    | Takaaki Nakagami | Italtrans Racing Team         | 2:07,039  |
| SR    | Esteve Rabat     | Came Iodaracing Projec        | 2:07,186  |

Der Große Preis von Großbritannien auf dem Silverstone Circuit fand am 1. September 2013 statt und ging über eine Distanz von 18 Runden à 5,902 km, was einer Gesamtdistanz von 106,2 km entspricht.
Am Start stach der von Platz zwei startende Redding an Polesitter Nakagami vorbei. Nach der ersten Runde lautete die Reihenfolge der an der Spitze Redding, Nakagami, Lüthi, Aegerter, Espargaró, Rabat, Kallio und Zarco. In Runde sechs fiel Nakagami auf Rang drei zurück, nachdem es Lüthi gelungen war, seinen Kontrahenten zu überholen. In Runde elf konterte Nakagami und war damit hinter Redding wieder an zweiter Position. In Runde dreizehn ging Nakagami in Führung. Zwei Runden später übernahm Redding wieder die Führung. Nakagami fiel in dieser Runde noch auf Rang drei zurück, nachdem Lüthi ihn erneut überholen konnte. Durch den Zweikampf konnte der sich bis dato auf Rang vier liegende Rabat auf Nakagami aufschließen. In Runde siebzehn überholte Nakagami Lüthi und war damit erneut Zweiter. Die folgenden Angriffe Lüthis konnte Nakagami abwehren.
Scott Redding gewann vor heimischen Publikum. Der Japaner Takaaki Nakagami wurde Zweiter vor dem Schweizer Thomas Lüthi. Vierter wurde Esteve Rabat vor Dominique Aegerter und dem Finnen Mika Kallio.

#### Großer Preis von San Marino
| Platz | Fahrer           | Team                  | Zeit      |
| ----- | ---------------- | --------------------- | --------- |
| 1     | Pol Espargaró    | Tuenti HP 40          | 42:47,098 |
| 2     | Takaaki Nakagami | Italtrans Racing Team | + 0,621   |
| 3     | Esteve Rabat     | Tuenti HP 40          | + 1,815   |
| PP    | Pol Espargaró    | Tuenti HP 40          | 1:37,666  |
| SR    | Pol Espargaró    | Tuenti HP 40          | 1:38,070  |

Der Große Preis von San Marino auf dem Misano World Circuit Marco Simoncelli fand am 15. September 2013 statt und ging über eine Distanz von 26 Runden à 4,226 km, was einer Gesamtdistanz von 109,876 km entspricht.
Nach der ersten Runde lautete die Reihenfolge an der Spitze Espargaró, Nakagami, Rabat, Redding und Aegerter. In Runde vier ging Nakagami in Führung. Drei Runden später betrug die Reihenfolge der ersten sieben Fahrer Nakagami, Espargaró, Rabat, Redding, Aegerter, Lüthi und Zarco. In Runde neun stürzten die Piloten Sandro Cortese und Simone Corsi. Bis zur 23. Runde verkürzten Espargaró und Rabat den Vorsprung Nakagamis sukzessive. In Runde 25 ging Espargaró schließlich in Führung.
Pol Espargaró gewann den Großen Preis von San Marino vor Takaaki Nakagami und Esteve Rabat. Vierter wurde Thomas Lüthi vor Dominique Aegerter und Scott Redding.

#### Großer Preis von Aragonien
| Platz | Fahrer        | Team             | Zeit      |
| ----- | ------------- | ---------------- | --------- |
| 1     | Nicolás Terol | Aspar Team Moto2 | 40:15,232 |
| 2     | Esteve Rabat  | Tuenti HP 40     | + 1,736   |
| 3     | Pol Espargaró | Tuenti HP 40     | + 3,530   |
| PP    | Nicolás Terol | Aspar Team Moto2 | 1:53,812  |
| SR    | Esteve Rabat  | Tueneti HP 40    | 1:54,288  |

Der Große Preis von Aragonien fand am 29. September 2013 auf dem Motorland Aragón statt und ging über eine Distanz von 21 Runden à 5,078 km, was einer Gesamtdistanz von 106,638 km entspricht.
Am Start blieb Terrol in Führung. In Runde drei lag der vom Platz dreizehn startende Redding bereits auf den zweiten Rang. Hinter ihm auf Rang drei fuhr Nakagami. An der Spitze des Feldes setzte sich derweil Terol vor dem nun zweiten Rabat weiter ab. Hinter ihm entwickelte sich zwischen Espargaró und Redding ein enger Kampf um den dritten Platz. In der zwanzigsten Runde lag Espargaró nun auf Platz drei. Hinter ihm weiter Redding.
Nicolás Terol siegte nach einem fehlerfreien Rennen und gewann seinen zweiten Weltmeisterschaftslauf der Saison vor Esteve Rabat und Pol Espargaró. Vierter wurde Scott Redding vor Mika Kallio und Jordi Torres.

#### Großer Preis von Malaysia
| Platz | Fahrer        | Team                          | Zeit      |
| ----- | ------------- | ----------------------------- | --------- |
| 1     | Esteve Rabat  | Tuenti HP 40                  | 25'45,411 |
| 2     | Pol Espargaró | Tuenti HP 40                  | + 1,563   |
| 3     | Thomas Lüthi  | Interwetten Paddock Moto2 Rac | + 2,910   |
| PP    | Esteve Rabat  | Tuenti HP 40                  | 2:07,063  |
| SR    | Mika Kallio   | Marc VDS Racing Team          | 2:07,959  |

Der Große Preis von Malaysia fand am 13. Oktober 2013 auf dem Sepang International Circuit statt und ging über eine Distanz von 12 Runden à 5,548 km, was einer Gesamtdistanz von 66,576 km entspricht.
Es siegt Esteve Rabat vor Pol Espargaró und Thomas Lüthi.

#### Großer Preis von Australien
| Platz | Fahrer          | Team                          | Zeit      |
| ----- | --------------- | ----------------------------- | --------- |
| 1     | Pol Espargaró   | Tuenti HP 40                  | 20:19,219 |
| 2     | Thomas Lüthi    | Interwetten Paddock Moto2 Rac | + 0,591   |
| 3     | Jordi Torres    | Mapfre Aspar Team Moto2       | + 0,679   |
| PP    | Pol Espargaró   | Tuenti HP 40                  | 1:32,530  |
| SR    | Alex De Angelis | NGM Mobile Forward Racing     | 1:32,814  |

Der Große Preis von Australien fand am 20. Oktober 2013 auf dem Phillip Island Circuit statt und ging über eine Distanz von 13 Runden à 4,448 km, was einer Gesamtdistanz von 57,824 km entspricht.
Es siegt Pol Espargaró vor Thomas Lüthi und Jordi Torres.

#### Großer Preis von Japan
| Platz | Fahrer        | Team                          | Zeit      |
| ----- | ------------- | ----------------------------- | --------- |
| 1     | Pol Espargaró | Tuenti HP 40                  | 28:15,162 |
| 2     | Mika Kallio   | Marc VDS Racing Team          | + 1,344   |
| 3     | Thomas Lüthi  | Interwetten Paddock Moto2 Rac | + 3,379   |
| PP    | Mika Kallio   | Marc VDS Racing Team          | 2:01,248  |
| SR    | Pol Espargaró | Tuenti HP 40                  | 1:52,028  |

Der Große Preis von Japan fand am 27. Oktober 2013 auf dem Twin Ring Motegi statt und ging über eine Distanz von 15 Runden à 4,801 km, was einer Gesamtdistanz von 72,015 km entspricht.
Es siegt Pol Espargaró vor Mika Kallio und Thomas Lüthi.

#### Großer Preis von Valencia
| Platz | Fahrer        | Team                    | Zeit      |
| ----- | ------------- | ----------------------- | --------- |
| 1     | Nicolás Terol | Mapfre Aspar Team Moto2 | 43:24,972 |
| 2     | Jordi Torres  | Mapfre Aspar Team Moto2 | + 4,047   |
| 3     | Johann Zarco  | Came IodaRacing Project | + 5,993   |
| PP    | Pol Espargaró | Tuenti HP 40            | 1:34,957  |
| SR    | Jordi Torres  | Mapfre Aspar Team Moto2 | 1:35,694  |

Der Große Preis von Valencia fand am 10. November 2013 auf dem Circuit Ricardo Tormo statt und ging über eine Distanz von 27 Runden à 4,005 km, was einer Gesamtdistanz von 108,135 km entspricht.
Es siegt Nicolás Terol vor Jordi Torres und Johann Zarco.

### Fahrerwertung
| Pos. | Fahrer                 | Hersteller        | QAT | AME | ESP | FRA | ITA | CAT | NED | GER | INP | CZE | GBR | RSM | ARA | MAL | AUS | JPN | VAL | Gesamt |
| ---- | ---------------------- | ----------------- | --- | --- | --- | --- | --- | --- | --- | --- | --- | --- | --- | --- | --- | --- | --- | --- | --- | ------ |
| 1    | Pol Espargaró          | Kalex             | 1   | DNF | 3   | 20  | 4   | 1   | 1   | 3   | 4   | 4   | 8   | 1   | 3   | 2   | 1   | 1   | 29  | 265    |
| 2    | Scott Redding          | Kalex             | 2   | 5   | 2   | 1   | 1   | 4   | 2   | 7   | 3   | 8   | 1   | 6   | 4   | 7   | DNS | DNF | 15  | 225    |
| 3    | Esteve Rabat           | Kalex             | 9   | 2   | 1   | 23  | 13  | 2   | 5   | 14  | 1   | 7   | 4   | 3   | 2   | 1   | 8   | DNF | 5   | 215    |
| 4    | Mika Kallio            | Kalex             | 5   | 3   | DNF | 2   | 5   | 9   | 4   | 13  | 7   | 1   | 6   | 9   | 5   | 4   | 7   | 2   | 14  | 187    |
| 5    | Dominique Aegerter     | Suter             | 4   | 4   | 8   | 4   | 10  | 8   | 3   | 10  | 5   | 13  | 5   | 5   | 13  | 5   | 6   | 8   | 10  | 157    |
| 6    | Thomas Lüthi           | Suter             |     | DNS | 11  | DNF | 9   | 3   | 8   | 6   | 13  | 3   | 3   | 4   | DNF | 3   | 2   | 3   | 7   | 155    |
| 7    | Nicolás Terol          | Suter             | 14  | 1   | 5   | DNF | 2   | 16  | 18  | DNF | 12  | 6   | 11  | 10  | 1   | 19  | 9   | 6   | 1   | 150    |
| 8    | Takaaki Nakagami       | Kalex             | 3   | DNF | 4   | DNF | DNF | 5   | DNS | 11  | 2   | 2   | 2   | 2   | 11  | 8   | 22  | 9   | 13  | 148    |
| 9    | Johann Zarco           | Suter             | 12  | 6   | 13  | 5   | 3   | 7   | 6   | 12  | 8   | 5   | 7   | 7   | 7   | 6   | DNF | DNF | 3   | 139    |
| 10   | Jordi Torres           | Suter             | 11  | 14  | 7   | DNF | 6   | DNF | 9   | 1   | 10  | 10  | 13  | 16  | 6   | 9   | 3   | DNF | 2   | 126    |
| 11   | Simone Corsi           | Speed Up          | 7   | 16  | 14  | 12  | 7   | 10  | DNF | 2   | 6   | 9   | 9   | DNF | DNF | 11  | 4   | DNF | 4   | 105    |
| 12   | Xavier Siméon          | Kalex             | 10  | 13  | 6   | 3   | DNF | DNF | 7   | 9   | 9   | 11  | DNF | 8   | DNF | DNF | DNF | 4   | 12  | 88     |
| 13   | Julián Simón           | Kalex             | 6   | 20  | 17  | 8   | 17  | 15  | 11  | 4   | 11  | DNF | 12  | 13  | 8   | 10  | DNF | 5   | 11  | 79     |
| 14   | Alex De Angelis        | Speed Up          | 8   | 9   | 15  | 10  | 8   | DNF | 16  | 5   | 14  | DNF | 14  | 15  | DNF | DNF | 5   | 7   | 6   | 76     |
| 15   | Anthony West           | Speed Up          | DNF | 7   | 12  | 9   | 20  | DNF | 10  | 8   | 17  | 17  | 20  | 11  | DNF | 13  | 10  | 11  | 8   | 61     |
| 16   | Mattia Pasini          | Speed Up          | DNF | 8   | 16  | 6   | 25  | 11  | 19  | 20  | 26  | 14  | 10  | 12  | 9   | DNF | 16  | 10  | 9   | 55     |
| 17   | Marcel Schrötter       | Kalex             | 13  | 12  | 10  | 14  | 12  | DNF | 14  | DNF | 15  | DNF | 16  | 14  | 12  | 15  | 21  | 12  | 18  | 33     |
| 18   | Toni Elías             | Kalex             | 15  | 10  | 9   | DNF | 11  | DNF | DNF | 21  | 18  | 15  | 15  |     |     |     |     |     |     | 21     |
| 19   | Randy Krummenacher     | Suter             | 19  | DNF | 18  | 11  | 15  | 6   | 12  | 18  | 20  | 16  | 19  | 17  |     |     |     |     | 21  | 20     |
| 20   | Sandro Cortese         | Kalex             | 17  | 26  | 19  | 13  | 14  | DNF | 15  | 15  | 16  | DNF | 21  | DNF | 10  | DNF | 11  | 15  | 16  | 19     |
| 21   | Mike Di Meglio         | Motobi            | 16  | 11  | 20  | 7   | 18  | 12  | DNF | 25  | 21  | DNF |     |     |     |     |     |     |     | 18     |
| 22   | Danny Kent             | Tech 3            | 18  | 18  | 27  | 16  | 22  | 13  | 20  | DNF | 23  | 12  | 18  | 19  | 15  | 12  | 13  | DNS |     | 15     |
| 23   | Ricard Cardús          | Speed Up          | DNF | 15  | 21  | NC  | 19  | 23  | 17  | 17  | 19  | 19  | 17  | DNF | 19  | 14  | 12  | 17  | 22  | 7      |
| 24   | Alex Pons              | Kalex             | DNF | 17  | DNF | DNF | DNF | 14  | 22  | 16  | DNS | 21  | 22  | 18  | 16  | DNF | 24  | 13  | 20  | 5      |
| 25   | Louis Rossi            | Tech 3            | DNF | 24  | 25  | 15  | 26  | DNF | 13  | 22  | 24  | 20  | 24  | 20  | 23  | 17  | DNF | DNF | 23  | 4      |
| 26   | Gino Rea               | FTR               |     |     |     | NC  |     |     | 25  | 24  |     | DNF | DNF | 22  | 17  |     |     |     | 19  | 4      |
| 26   | Gino Rea               | Speed Up          |     |     |     |     |     |     |     |     |     |     |     |     |     | 18  | 14  | 14  |     | 4      |
| 27   | Álex Mariñelarena      | Suter             |     |     | DNF |     |     |     |     | DNF |     |     |     |     |     |     |     |     |     | 2      |
| 27   | Álex Mariñelarena      | Kalex             |     |     |     |     |     |     |     |     |     |     |     | DNF | 14  | 20  | DNF | DNF | DNS | 2      |
| 28   | Doni Tata Pradita      | Suter             | 24  | 25  | 26  | 19  | DNF | 22  | 27  | 27  | 29  | 24  | 26  |     | 22  | 23  | 15  | DNF | 27  | 1      |
| -    | Kohta Nozane           | Motobi            |     |     |     |     |     |     |     |     |     |     |     |     |     |     | 17  |     | DNF | 0      |
| -    | Kohta Nozane           | TSR               |     |     |     |     |     |     |     |     |     |     |     |     |     |     |     | 16  |     | 0      |
| –    | Hafizh Syahrin         | Kalex             |     |     |     | 22  |     | 18  |     |     |     |     |     |     |     | 16  |     |     | DNF | 0      |
| –    | Ratthapark Wilairot    | Suter             | DNF | 22  | DNF | DNF | 16  | DNF | 21  | 23  |     |     |     |     |     |     |     |     |     | 0      |
| –    | Franco Morbidelli      | Suter             |     |     |     |     |     |     |     |     |     |     |     | 21  |     |     |     | 18  | 17  | 0      |
| –    | Kyle Smith             | Kalex             | 21  | 21  | DNF | DNF | 21  | 17  | DNF | DNF | DNF |     |     |     |     |     |     |     |     | 0      |
| –    | Alberto Moncayo        | Speed Up          | 25  | DNF | 24  | 17  | 23  | 21  | 24  |     | 27  | DNF | DNF | DNF | 21  |     |     |     | 28  | 0      |
| –    | Steven Odendaal        | Speed Up          | 22  | 23  | 22  | 21  | DNF | DNF | 23  | 26  | 28  | DNF | DNS | 23  | DNF | 21  | 18  | 19  | 26  | 0      |
| –    | Yūki Takahashi         | Moriwaki          | 23  | 19  | 23  | 18  | 24  | 20  | 26  | 19  | 22  | 18  | 23  |     |     |     |     |     |     | 0      |
| –    | Azlan Shah Kamaruzaman | Moriwaki          |     |     |     |     |     |     |     |     |     |     |     | 24  | DNF | 22  | 19  | 23  | 25  | 0      |
| –    | Daniel Rivas Fernández | Kalex             |     |     | DNF |     |     | 19  |     |     |     | 22  | DNS |     | EX  | EX  |     |     |     | 0      |
| -    | Tetsuta Nagashima      | Motobi            |     |     |     |     |     |     |     |     |     |     |     |     |     |     |     | 20  |     | 0      |
| –    | Rafid Topan Sucipto    | Speed Up          | 26  | DNF | 28  | 24  | DNF | DNF | 28  | 28  | 31  | 26  | 28  | 26  | 25  | 25  | 20  | DNF | DNF | 0      |
| –    | Román Ramos            | Speed Up          |     |     |     |     |     |     |     | DNF |     |     |     |     |     |     |     |     |     | 0      |
| –    | Román Ramos            | Motobi            |     |     |     |     |     |     |     |     |     |     |     |     | 20  |     |     |     |     | 0      |
| –    | Sergio Gadea           | Suter             | 20  |     |     |     |     |     |     |     |     |     |     |     |     |     |     |     |     | 0      |
|      | Decha Kraisart         | Tech3             |     |     |     |     |     |     |     |     |     |     |     |     |     | DNF |     | 21  |     | 0      |
| –    | Ezequiel Iturrioz      | Kalex Engineering |     |     |     |     |     |     |     |     |     |     |     | 25  | DNF | Ret | 23  | 22  | 30  | 0      |
| –    | Robin Mulhauser        | Suter             |     |     |     |     |     |     |     |     |     |     |     |     | 23  |     |     |     |     | 0      |
| –    | Lucas Mahias           | TransFIORmers     |     |     |     |     |     |     |     |     |     | 23  |     |     |     |     |     |     |     | 0      |
| –    | Lucas Mahias           | Tech 3            |     |     |     |     |     |     |     |     |     |     |     |     |     |     |     |     | 24  | 0      |
| –    | Thitipong Warokorn     | Suter             |     |     |     |     |     |     |     |     | 30  | 25  | 27  | 27  | 24  | 24  | DNS |     |     | 0      |
| –    | Jason O’Halloran       | JiR Moto2         |     |     |     |     |     |     |     |     |     |     | 25  | DNF |     |     |     |     |     | 0      |
| –    | James Rispoli          | Mistral 610       |     |     |     |     |     |     |     |     | 25  |     |     |     |     |     |     |     |     | 0      |
|      | Fadli Immammuddin      | Motobi            |     |     |     |     |     |     |     |     |     |     |     |     |     | DNF |     |     |     | 0      |
|      | Zaqhwan Zaidi          | Suter             |     |     |     |     |     |     |     |     |     |     |     |     |     | DNF |     |     |     | 0      |

| Farbe         | Bedeutung                               |
| ------------- | --------------------------------------- |
| Gold          | Sieger                                  |
| Silber        | 2. Platz                                |
| Bronze        | 3. Platz                                |
| Grün          | Platzierung in den Punkten              |
| Blau          | Klassifiziert außerhalb der Punkteränge |
| Violett       | Rennen nicht beendet (DNF)              |
| Violett       | nicht klassifiziert (NC)                |
| Rot           | nicht qualifiziert (DNQ)                |
| Schwarz       | disqualifiziert (DSQ)                   |
| Weiß          | nicht am Start (DNS)                    |
| Weiß          | zurückgezogen (WD)                      |
| Weiß          | Rennen abgesagt (C)                     |
| ohne Farbe    | nicht am Training teilgenommen (DNP)    |
| ohne Farbe    | verletzt oder krank (INJ)               |
| ohne Farbe    | ausgeschlossen (EX)                     |
| ohne Farbe    | nicht erschienen (DNA)                  |
| fett          | Pole-Position                           |
| kursiv        | Schnellste Rennrunde                    |
| unterstrichen | WM-Führung                              |
| hochgestellt  | Platzierung im Sprintrennen             |

### Konstrukteurswertung
| Pos. | Hersteller    | QAT | AME | ESP | FRA | ITA | CAT | NED | GER | INP | CZE | GBR | RSM | ARA | MAL | AUS | JPN | VAL | Gesamt |
| ---- | ------------- | --- | --- | --- | --- | --- | --- | --- | --- | --- | --- | --- | --- | --- | --- | --- | --- | --- | ------ |
| 1    | Kalex         | 1   | 2   | 1   | 1   | 1   | 1   | 1   | 3   | 1   | 1   | 1   | 1   | 2   | 1   | 1   | 1   | 5   | 392    |
| 2    | Suter         | 4   | 1   | 5   | 4   | 2   | 3   | 3   | 1   | 5   | 3   | 3   | 4   | 1   | 3   | 2   | 3   | 1   | 297    |
| 3    | Speed Up      | 7   | 7   | 12  | 6   | 7   | 10  | 10  | 2   | 6   | 9   | 9   | 11  | 9   | 11  | 4   | 7   | 4   | 149    |
| 4    | Tech 3        | 18  | 18  | 25  | 15  | 22  | 13  | 13  | 22  | 23  | 12  | 18  | 19  | 15  | 12  | 13  | 21  | 23  | (19)1  |
| 5    | Motobi        | 16  | 11  | 20  | 7   | 18  | 12  | DNF | 25  | 21  | DNF | 25  | DNF | 20  | DNF | 17  | 20  | DNF | 18     |
| –    | TSR           |     |     |     |     |     |     |     |     |     |     |     |     |     |     |     | 16  |     | 0      |
| –    | FTR           |     |     |     | NC  |     |     | 25  | 24  |     | DNF | DNF | 22  |     |     |     |     | 19  | 0      |
| –    | Moriwaki      | 23  | 19  | 23  | 18  | 24  | 20  | 26  | 19  | 22  | 18  | 23  | 24  | DNF | 22  | 19  | 23  | 25  | 0      |
| –    | TransFIORmers |     |     |     |     |     |     |     |     |     | 23  |     |     |     |     |     |     |     | 0      |
| –    | Mistral 610   |     |     |     |     |     |     |     |     | 25  |     |     |     |     |     |     |     |     | 0      |

Anmerkung
- 1 Aus den Fahrerwertungen ergeben sich 19 Punkte für den Konstrukteur Tech 3. In der offiziellen Wertung wird Tech 3 nicht aufgeführt.[18]

## Moto3-Klasse

### Teams und Fahrer
Die Auflistung der Teams und Fahrer entspricht der offiziellen Meldeliste der FIM. Gast-, Ersatz und Wildcardfahrer sind in dieser Übersicht unberücksichtigt.
| Nr. | Fahrer              | Team                         | Motorrad    |
| --- | ------------------- | ---------------------------- | ----------- |
| 3   | Matteo Ferrari      | Ongetta-Centro Seta          | FTR-Honda   |
| 4   | Francesco Bagnaia   | San Carlo Team Italia        | FTR-Honda   |
| 5   | Romano Fenati       | San Carlo Team Italia        | FTR-Honda   |
| 7   | Efrén Vázquez       | Mahindra Racing              | Mahindra    |
| 8   | Jack Miller         | Caretta Technology – RTG     | FTR-Honda   |
| 9   | Toni Finsterbusch   | Kiefer Racing                | Kalex-KTM   |
| 10  | Alexis Masbou       | Ongetta-Rivacold             | FTR-Honda   |
| 11  | Livio Loi           | Marc VDS Racing Team         | Kalex-KTM   |
| 12  | Álex Márquez        | Estrella Galicia             | KTM         |
| 17  | John McPhee         | Caretta Technology – RTG     | FTR-Honda   |
| 19  | Alessandro Tonucci  | La Fonte Tascaracing         | FTR-Honda   |
| 21  | Luca Amato          | Ambrogio Racing              | Suter-Honda |
| 22  | Ana Carrasco        | Team Calvo                   | KTM         |
| 23  | Niccolò Antonelli   | GO&FUN Gresini Moto3         | FTR-Honda   |
| 25  | Maverick Viñales    | Team Calvo                   | KTM         |
| 29  | Hyuga Watanabe      | La Fonte Tascaracing         | FTR-Honda   |
| 31  | Niklas Ajo          | Avant Tecno                  | KTM         |
| 32  | Isaac Viñales       | Ongetta-Centro Seta          | FTR-Honda   |
| 39  | Luis Salom          | Red Bull KTM Ajo             | KTM         |
| 41  | Brad Binder         | Ambrogio Racing              | Suter-Honda |
| 42  | Álex Rins           | Estrella Galicia             | KTM         |
| 44  | Miguel Oliveira     | Mahindra Racing              | Mahindra    |
| 53  | Jasper Iwema        | RW Racing GP                 | Kalex-KTM   |
| 57  | Eric Granado        | Mapfre Aspar Team Moto3      | Kalex-KTM   |
| 58  | Juanfran Guevara    | CIP Moto3                    | TSR-Honda   |
| 61  | Arthur Sissis       | Red Bull KTM Ajo             | KTM         |
| 63  | Zulfahmi Khairuddin | Red Bull KTM Ajo             | KTM         |
| 65  | Philipp Öttl        | Tec Interwetten Moto3 Racing | Kalex-KTM   |
| 66  | Florian Alt         | Kiefer Racing                | Kalex-KTM   |
| 77  | Lorenzo Baldassarri | GO&FUN Gresini Moto3         | FTR-Honda   |
| 84  | Jakub Kornfeil      | Redox RW Racing GP           | Kalex-KTM   |
| 89  | Alan Techer         | CIP Moto 3                   | TSR-Honda   |
| 94  | Jonas Folger        | Mapfre Aspar Team Moto3      | Kalex-KTM   |

| Legende         |
| --------------- |
| Stammfahrer     |
| Wildcard-Fahrer |
| Ersatzfahrer    |

### Rennergebnisse
|    | Datum  | Rennen                | Strecke        | Platz 1          | Platz 2          | Platz 3          | Pole-Position    | Schn. Rennrunde  | Gesamtführender Fahrer | Gesamtführender Konstrukteur |
| -- | ------ | --------------------- | -------------- | ---------------- | ---------------- | ---------------- | ---------------- | ---------------- | ---------------------- | ---------------------------- |
| 1  | 07.04. | GP von Katar          | Losail         | Luis Salom       | Maverick Viñales | Álex Rins        | Luis Salom       | Jonas Folger     | Luis Salom             | KTM                          |
| 2  | 21.04. | GP of The Americas    | Austin         | Álex Rins        | Maverick Viñales | Luis Salom       | Álex Rins        | Luis Salom       | Álex Rins              | KTM                          |
| 3  | 05.05. | GP von Spanien        | Jerez          | Maverick Viñales | Luis Salom       | Jonas Folger     | Álex Rins        | Luis Salom       | Maverick Viñales       | KTM                          |
| 4  | 19.05. | GP von Frankreich     | Le Mans        | Maverick Viñales | Álex Rins        | Luis Salom       | Maverick Viñales | Maverick Viñales | Maverick Viñales       | KTM                          |
| 5  | 02.06. | GP von Italien        | Mugello        | Luis Salom       | Álex Rins        | Maverick Viñales | Jonas Folger     | Miguel Oliveira  | Maverick Viñales       | KTM                          |
| 6  | 16.06. | GP von Katalonien     | Catalunya      | Luis Salom       | Álex Rins        | Maverick Viñales | Luis Salom       | Maverick Viñales | Luis Salom             | KTM                          |
| 7  | 29.06. | Dutch TT              | Assen          | Luis Salom       | Maverick Viñales | Álex Rins        | Miguel Oliveira  | Miguel Oliveira  | Luis Salom             | KTM                          |
| 8  | 14.07. | GP von Deutschland    | Sachsenring    | Álex Rins        | Luis Salom       | Maverick Viñales | Álex Rins        | Luis Salom       | Luis Salom             | KTM                          |
| 9  | 18.08. | GP von Indianapolis   | Indianapolis   | Álex Rins        | Álex Márquez     | Maverick Viñales | Álex Rins        | Maverick Viñales | Luis Salom             | KTM                          |
| 10 | 25.08. | GP von Tschechien     | Brünn          | Luis Salom       | Maverick Viñales | Jonas Folger     | Álex Rins        | Luis Salom       | Luis Salom             | KTM                          |
| 11 | 01.09. | GP von Großbritannien | Silverstone    | Luis Salom       | Álex Rins        | Álex Márquez     | Maverick Viñales | Álex Rins        | Luis Salom             | KTM                          |
| 12 | 15.09. | GP von San Marino     | Misano         | Álex Rins        | Maverick Viñales | Álex Márquez     | Jonas Folger     | Álex Márquez     | Luis Salom             | KTM                          |
| 13 | 29.09. | GP von Aragonien      | Aragón         | Álex Rins        | Maverick Viñales | Álex Márquez     | Álex Rins        | Philipp Öttl     | Luis Salom             | KTM                          |
| 14 | 13.10. | GP von Malaysia       | Sepang         | Luis Salom       | Álex Rins        | Miguel Oliveira  | Luis Salom       | Miguel Oliveira  | Luis Salom             | KTM                          |
| 15 | 20.10. | GP von Australien     | Phillip Island | Álex Rins        | Maverick Viñales | Luis Salom       | Luis Salom       | Álex Márquez     | Luis Salom             | KTM                          |
| 16 | 27.10. | GP von Japan          | Motegi         | Álex Márquez     | Maverick Viñales | Jonas Folger     | Álex Rins        | Álex Márquez     | Luis Salom             | KTM                          |
| 17 | 10.11. | GP von Valencia       | Valencia       | Maverick Viñales | Jonas Folger     | Álex Rins        | Álex Rins        | Luis Salom       | Maverick Viñales       | KTM                          |

### Rennberichte

#### Großer Preis von Katar
| Platz | Fahrer           | Team             | Zeit      |
| ----- | ---------------- | ---------------- | --------- |
| 1     | Luis Salom       | Red Bull KTM Ajo | 38:26,859 |
| 2     | Maverick Viñales | Team Calvo       | + 0,423   |
| 3     | Álex Rins        | Estrella Galicia | + 0,423   |
| PP    | Luis Salom       | Red Bull KTM Ajo | 2:07,229  |
| SR    | Jonas Folger     | Mapfre Aspar     | 2:06,839  |

Der Große Preis von Katar auf dem Losail International Circuit fand am 7. April 2013 statt und ging über eine Distanz von 18 Runden à 5,380 km, was einer Gesamtdistanz von 96,84 km entspricht. Der Spanier Luis Salom gewann das Rennen vor Maverick Viñales und Álex Rins.

#### Grand Prix of The Americas
| Platz | Fahrer           | Team             | Zeit      |
| ----- | ---------------- | ---------------- | --------- |
| 1     | Álex Rins        | Estrella Galicia | 22:47,080 |
| 2     | Maverick Viñales | Team Calvo       | + 0,384   |
| 3     | Luis Salom       | Red Bull KTM Ajo | + 4,005   |
| PP    | Álex Rins        | Estrela Galicia  | 2:16,396  |
| SR    | Luis Salom       | Red Bull KTM Ajo | 2:16,345  |

Der Grand Prix of The Americas auf dem Circuit of The Americas fand am 21. April 2013 statt und ging über eine Distanz von 10 Runden à 5,512 km, was einer Gesamtdistanz von 55,13 km entspricht.
Álex Rins gewann den Grand Prix of The Americas vor Maverick Viñales. Für das spanische Tripel auf dem Siegerpodest sorgte Luis Salom.

#### Großer Preis von Spanien
| Platz | Fahrer           | Team             | Zeit      |
| ----- | ---------------- | ---------------- | --------- |
| 1     | Maverick Viñales | Team Calvo       | 26:57,338 |
| 2     | Luis Salom       | Red Bull KTM Ajo | + 0,263   |
| 3     | Jonas Folger     | Mapfre Aspar     | + 4,475   |
| PP    | Álex Rins        | Estrela Galicia  | 1:46,660  |
| SR    | Luis Salom       | Red Bull KTM Ajo | 1:46,948  |

Der Große Preis von Spanien auf dem Circuito de Jerez fand am 5. Mai 2013 statt und ging über eine Distanz von 15 Runden à 4,423 km, was einer Gesamtdistanz von 66,345 km entspricht.
Der Spanier Maverick Viñales gewann den Großen Preis von Spanien vor seinem Landsmann Luis Salom. Jonas Folger fuhr als Dritter auf das Siegerpodest.

#### Großer Preis von Frankreich
| Platz | Fahrer           | Team             | Zeit      |
| ----- | ---------------- | ---------------- | --------- |
| 1     | Maverick Viñales | Team Calvo       | 42:05,448 |
| 2     | Álex Rins        | Estrella Galicia | + 1,264   |
| 3     | Luis Salom       | Red Bull KTM Ajo | + 1,387   |
| PP    | Maverick Viñales | Team Calvo       | 1:43,696  |
| SR    | Maverick Viñales | Team Calvo       | 1:43,916  |

Der Große Preis von Frankreich auf dem Circuit Bugatti fand am 19. Mai 2013 statt und ging über eine Distanz von 24 Runden à 4,180 km, was einer Gesamtdistanz von 100,44 km entspricht.
Für das erneute spanische Siegerpodest sorgten Maverick Viñales, Álex Rins und Maverick Viñales. Jonas Folger wurde Vierter vor Álex Márquez und Jakub Kornfeil.

#### Großer Preis von Italien
| Platz | Fahrer           | Team             | Zeit      |
| ----- | ---------------- | ---------------- | --------- |
| 1     | Luis Salom       | Red Bull KTM Ajo | 39:53,827 |
| 2     | Álex Rins        | Estrella Galicia | + 0,099   |
| 3     | Maverick Viñales | Team Calvo       | + 0,303   |
| PP    | Jonas Folger     | Mapfre Aspar     | 1:57,603  |
| SR    | Miguel Oliveira  | Mahindra         | 1:58,000  |

Der Große Preis von Italien auf dem Autodromo Internazionale del Mugello fand am 2. Juni 2013 statt und ging über eine Distanz von 20 Runden à 5,245 km, was einer Gesamtdistanz von 104,9 km entspricht.
Luis Salom gewann den Großen Preis von Italien. Das spanische Siegerpodest wurde mit Álex Rins und Maverick Viñales komplettiert. Jonas Folger wurde trotz Pole-Position hinter Miguel Oliveira und Álex Márquez Sechster.

#### Großer Preis von Katalonien
| Platz | Fahrer           | Team             | Zeit      |
| ----- | ---------------- | ---------------- | --------- |
| 1     | Luis Salom       | Red Bull KTM Ajo | 41:15,331 |
| 2     | Álex Rins        | Estrella Galicia | + 0,211   |
| 3     | Maverick Viñales | Team Calvo       | + 0,634   |
| PP    | Luis Salom       | Red Bull KTM Ajo | 1:50,782  |
| SR    | Maverick Viñales | Team Calvo       | 1:51,475  |

Der Große Preis von Katalonien auf dem Circuit de Barcelona-Catalunya fand am 16. Juni 2013 statt und ging über eine Distanz von 22 Runden à 4,727 km, was einer Gesamtdistanz von 103,994 km entspricht.
Der Spanier Luis Salom gewann den Großen Preis von Katalonien. Álex Rins und Maverick Viñales sorgten mit Rang 2 und Rang 3 für ein weiteres rein spanisches Siegerpodest.

#### Dutch TT
| Platz | Fahrer           | Team             | Zeit      |
| ----- | ---------------- | ---------------- | --------- |
| 1     | Luis Salom       | Red Bull KTM Ajo | 38:20,086 |
| 2     | Maverick Viñales | Team Calvo       | + 0,122   |
| 3     | Álex Rins        | Estrella Galicia | + 0,282   |
| PP    | Miguel Oliveira  | Mahindra         | 1:43,588  |
| SR    | Miguel Oliveira  | Mahindra         | 1:43,414  |

Den 83. Durch TT auf dem TT Circuit Assen fand am 29. Juni 2013 statt und ging über eine Distanz von 22 Runden à 4,542 km, was einer Gesamtdistanz von 99,924 km entspricht.
Der Spanier Luis Salom gewann den Durch TT vor seinen Landsleuten Maverick Viñales und Álex Rins. Bester Deutscher war Jonas Folger auf Rang 6 hinter Miguel Oliveira und Álex Márquez.

#### Großer Preis von Deutschland
| Platz | Fahrer           | Team             | Zeit      |
| ----- | ---------------- | ---------------- | --------- |
| 1     | Álex Rins        | Estrella Galicia | 39:34,735 |
| 2     | Luis Salom       | Red Bull KTM Ajo | + 0,232   |
| 3     | Maverick Viñales | Team Calvo       | + 0,248   |
| PP    | Álex Rins        | Estrela Galicia  | 1:27,300  |
| SR    | Luis Salom       | Rad Bull KTM Ajo | 1:27,183  |

Der Große Preis von Deutschland auf dem Sachsenring fand am 14. Juli 2013 statt und ging über eine Distanz von 27 Runden à 3,671 km, was einer Gesamtdistanz von 99,117 km entspricht.
Álex Rins gewann den Großen Preis von Deutschland. Zweiter wurde Luis Salom vor dem Drittplatzierten Maverick Viñales.

#### Großer Preis von Indianapolis
| Platz | Fahrer           | Team             | Zeit      |
| ----- | ---------------- | ---------------- | --------- |
| 1     | Álex Rins        | Estrella Galicia | 41:37,200 |
| 2     | Álex Márquez     | Estrella Galicia | + 0,177   |
| 3     | Maverick Viñales | Team Calvo       | + 1,076   |
| PP    | Álex Rins        | Estrella Galicia | 1:47,392  |
| SR    | Maverick Viñales | Team Calvo       | 1:47,433  |

Der Große Preis von Indianapolis auf dem Indianapolis Motor Speedway fand am 18. August 2013 statt und ging über eine Distanz von 23 Runden à 4,216 km, was einer Gesamtdistanz von 96,968 km entspricht.
Der von Platz sechs startende Sissis ging beim Start in Führung. Nach der ersten Runde führte Sissis vor Márquez, Viñales und Rins. In Runde zwei ging Márquez in Führung. Eine Runde später war der neue Führende Viñales vor Salom. In Runde sechs übernahm Rins die Führung; Salom hingegen fiel auf den sechsten Rang zurück. Folger hatte sich in der Zwischenzeit auf Position vier vorgeschoben. In der elften Runde führte Márquez vor Viñales und Rins. Runde zwölf sieht Viñales in Front; in Runde dreizehn führte wieder Rins. In Runde achtzehn verlor Folger seinen vierten Rang an Salom, den er sich in der darauffolgenden Runde aber wieder zurückholen konnte. In Runde zweiundzwanzig übernahm Márquez die Führung, wurde aber in der Runde darauf von Rins überholt.
Álex Rins gewann den Großen Preis von Indianapolis vor seinem Teamkollegen Álex Márquez. Maverick Viñales komplettierte das rein spanische Siegerpodest. Jonas Folger wurde Vierter. Fünfter und Sechster wurden Luis Salom beziehungsweise Arthur Sissis.

#### Großer Preis von Tschechien
| Platz | Fahrer           | Team             | Zeit      |
| ----- | ---------------- | ---------------- | --------- |
| 1     | Luis Salom       | Red Bull KTM Ajo | 40:58,770 |
| 2     | Maverick Viñales | Team Calvo       | + 0,507   |
| 3     | Jonas Folger     | Mapfre Aspar     | + 1,015   |
| PP    | Álex Rins        | Estrella Galicia | 2:07,662  |
| SR    | Luis Salom       | Red Bull KTM Ajo | 2:08,307  |

Der Große Preis von Tschechien auf dem Automotodrom Brno fand am 25. August 2013 statt und ging über eine Distanz von 19 Runden à 5,403 km, was einer Gesamtdistanz von 102,657 km entspricht.
Kurz nach dem Start übernahm Salom die Führung. Nach der ersten Runde lautete die Reihenfolge an der Spitze Salom, Viñales, Rins, Márquez, Folger, Miller, Masbou und McPhee. In Runde zwei fiel Salom auf Rang vier zurück. Neuer Führender war nun Viñales. In den weiteren folgenden Runden wechselte sich die Spitze unter den acht Fahrern ständig ab. Ab der elften Runde bildete sich an der Spitze ein Sextett um den Sieg. Ab Runde vierzehn entbrannte der Schlusskampf um den Sieg zwischen Rins, Viñales, Salom, Márquez, Folger und Masbou. In Runde achtzehn übernahm Márquez die Führung, die aber nur eine Runde Bestand hatte. In der letzten Runde übernahm dann Salom die Führung. Márquez und Rins behinderten sich im Kampf um die dritte Position gegenseitig, so dass der bis dato viertplatzierte Folger durchschlüpfen konnte.
Der Spanier Luis Salom gewann den Großen Preis von Tschechien vor Maverick Viñales. Jonas Folger wurde Dritter. Vierter wurde Álex Rins vor Álex Márquez.

#### Großer Preis von Großbritannien
| Platz | Fahrer           | Team             | Zeit      |
| ----- | ---------------- | ---------------- | --------- |
| 1     | Luis Salom       | Red Bull KTM Ajo | 38:17,291 |
| 2     | Álex Rins        | Estrella Galicia | + 0,049   |
| 3     | Álex Márquez     | Estrella Galicia | + 0,698   |
| PP    | Maverick Viñales | Team Calvo       | 2:13,507  |
| SR    | Maverick Viñales | Team Calvo       | 2:13,507  |

Der Große Preis von Großbritannien auf dem Automotodrom Brno fand am 25. August 2013 statt und ging über eine Distanz von 17 Runden à 5,902 km, was einer Gesamtdistanz von 100,3 km entspricht.
Am Start ging der vom dritten Platz gestartete Salom in Führung. Khairuddin startete aus der Boxengasse. Nach der ersten Runde lautete die Reihenfolgen an der Spitze Viñales, Salom, Rins, Márquez, Folger, Ajo, Miller, Masbou, Oliveira und Antonelli. An der Spitze bildete sich ab Runde vier ein Quartett mit den Fahrern Viñales, Rins, Salom und Márquez. Bis zur zehnten Runde wechselte die Führung unter diesen Fahrern mehrfach. In Runde sechzehn übernahm Salom endgültig die Führung im Rennen. Mit einem Vorsprung von nur 0,049 Sekunden siegte Salom vor Álex Rins und Álex Márquez. Vierter wurde Maverick Viñales. Fünfter wurde der Portugiese Miguel Oliveira vor Jonas Folger.

#### Großer Preis von San Marino
| Platz | Fahrer           | Team             | Zeit      |
| ----- | ---------------- | ---------------- | --------- |
| 1     | Álex Rins        | Estrella Galicia | 39:50,516 |
| 2     | Maverick Viñales | Team Calvo       | + 0,050   |
| 3     | Álex Márquez     | Estrella Galicia | + 6,434   |
| PP    | Jonas Folger     | Mapfre Aspar     | 1:42,707  |
| SR    | Álex Márquez     | Estrella Galicia | 1:43,293  |

Der Große Preis von San Marino auf dem Misano World Circuit Marco Simoncelli fand am 15. September 2013 statt und ging über eine Distanz von 23 Runden à 4,226 km, was einer Gesamtdistanz von 97,198 km entspricht.
Jonas Folger holte nach Mugello seine zweite Pole-Position in der laufenden Weltmeisterschaft. Diese verteidigte er auch am Start. Nach der ersten Runde lautete die Reihenfolge an der Spitze Folger, Rins, Viñales und Salom. In der dritten Runde hieß die Reihenfolge Rins, Viñales und Folger. In der vierten Runden stürzte Folger schwer, wobei er sich einen Bruch am Knöchel des linken Fußes sowie schwere Prellungen zuzzog. Eine Runde später übernahm Viñales die Führung im Rennen. In Runde sieben verlor Salom seinen dritten Platz an Márquez. Runde acht sah Rins erneut an der Spitze des Feldes. In Runde dreizehn übernahm wieder Viñales Platz eins. Zwischen Viñales und Rins entwickelte sich bis zur Zielgeraden ein enges Duell um den Sieg.
Am Ende siegte Álex Rins mit einem hauchdünnen Vorsprung vor Maverick Viñales, dessen Vorderrad in der letzten Kurve kurz den Grip auf dem Asphalt verlor. Dritter wurde Álex Márquez vor Luis Salom und Jack Miller.

#### Großer Preis von Aragonien
| Platz | Fahrer           | Team                         | Zeit      |
| ----- | ---------------- | ---------------------------- | --------- |
| 1     | Álex Rins        | Estrella Galicia             | 40:04,214 |
| 2     | Maverick Viñales | Team Calvo                   | + 0,426   |
| 3     | Álex Márquez     | Estrella Galicia             | + 12,377  |
| PP    | Álex Rins        | Estrela Galicia              | 1:58,571  |
| SR    | Philipp Öttl     | Tec Interwetten Moto3 Racing | 1:59,681  |

Der Große Preis von Aragonien fand am 29. September 2013 auf dem Motorland Aragón statt und ging über eine Distanz von 20 Runden à 5,078 km, was einer Gesamtdistanz von 101,56 km entspricht.
Am Start behauptete Rins seine Pole-Position. Nach der ersten Runde lautete hinter ihm die Reihenfolge Márquez, Viñales, Öttl, Salom und Folger. In Runde drei übernahm Viñales die Führung im Rennen. Zwei Runden später eroberte Rins die Führung zurück. Ein weiterer Schlagabtausch an der Spitze fand in Runde sechs statt und sah nun Márquez in Front. In Runde elf ging wieder Rins in Führung, verlor aber diesen Platz eine Runde später wieder an Viñales. In der letzten Runde konnte sich Álex Rins die Führung zurückerobern. Er siegte vor Maverick Viñales und Álex Márquez. Vierter wurde der WM-Führende Luis Salom vor Miguel Oliveira und Philipp Öttl. Jonas Folger wurde Siebter.

#### Großer Preis von Malaysia
| Platz | Fahrer          | Team             | Zeit      |
| ----- | --------------- | ---------------- | --------- |
| 1     | Luis Salom      | Red Bull KTM Ajo | 40'42,441 |
| 2     | Álex Rins       | Estrella Galicia | + 0,069   |
| 3     | Miguel Oliveira | Mahindra         | + 0,408   |
| PP    | Luis Salom      | Red Bull KTM Ajo | 2:13,867  |
| SR    | Miguel Oliveira | Mahindra         | 2:14,339  |

Der Große Preis von Malaysia fand am 13. Oktober 2013 auf dem Sepang International Circuit statt und ging über eine Distanz von 18 Runden à 5,548 km, was einer Gesamtdistanz von 99,864 km entspricht.
Es siegt Luis Salom vor Álex Rins und Miguel Oliveira.

#### Großer Preis von Australien
| Platz | Fahrer           | Team             | Zeit      |
| ----- | ---------------- | ---------------- | --------- |
| 1     | Álex Rins        | Estrella Galicia | 37:40,375 |
| 2     | Maverick Viñales | Team Calvo       | + 0,003   |
| 3     | Luis Salom       | Red Bull KTM Ajo | + 0,178   |
| PP    | Luis Salom       | Red Bull KTM Ajo | 1:36,890  |
| SR    | Álex Márquez     | Estrella Galicia | 1:37,073  |

Der Große Preis von Australien fand am 20. Oktober 2013 auf dem Phillip Island Circuit statt und ging über eine Distanz von 23 Runden à 4,448 km, was einer Gesamtdistanz von 102,304 km entspricht.
Es siegt Álex Rins vor Maverick Viñales und Luis Salom.

#### Großer Preis von Japan
| Platz | Fahrer           | Team             | Zeit      |
| ----- | ---------------- | ---------------- | --------- |
| 1     | Álex Márquez     | Estrella Galicia | 39:45,953 |
| 2     | Maverick Viñales | Team Calvo       | + 0,027   |
| 3     | Jonas Folger     | Mapfre Aspar     | + 7,750   |
| PP    | Álex Rins        | Estrella Galicia | 2:09,387  |
| SR    | Álex Márquez     | Estrella Galicia | 1:58,380  |

Der Große Preis von Japan fand am 27. Oktober 2013 auf dem Twin Ring Motegi statt und ging über eine Distanz von 20 Runden à 4,801 km, was einer Gesamtdistanz von 96,02 km entspricht.
Es siegt Álex Márquez vor Maverick Viñales und Jonas Folger.

#### Großer Preis von Valencia
| Platz | Fahrer           | Team             | Zeit      |
| ----- | ---------------- | ---------------- | --------- |
| 1     | Maverick Viñales | Team Calvo       | 40:12,463 |
| 2     | Jonas Folger     | Mapfre Aspar     | + 0,186   |
| 3     | Álex Rins        | Estrella Galicia | + 0,187   |
| PP    | Álex Rins        | Estrella Galicia | 1:39,459  |
| SR    | Luis Salom       | Red Bull KTM Ajo | 1:39,744  |

Der Große Preis von Valencia fand am 10. November 2013 auf dem Circuit Ricardo Tormo statt und ging über eine Distanz von 24 Runden à 4,005 km, was einer Gesamtdistanz von 96,12 km entspricht.
Es siegt Maverick Viñales vor Jonas Folger und Álex Rins.

### Fahrerwertung
| Pos. | Fahrer              | Hersteller    | QAT | AME | ESP | FRA | ITA | CAT | NED | GER | INP | CZE | GBR | RSM | ARA | MAL | AUS | JPN | VAL | Gesamt |
| ---- | ------------------- | ------------- | --- | --- | --- | --- | --- | --- | --- | --- | --- | --- | --- | --- | --- | --- | --- | --- | --- | ------ |
| 1    | Maverick Viñales    | KTM           | 2   | 2   | 1   | 1   | 3   | 3   | 2   | 3   | 3   | 2   | 4   | 2   | 2   | 5   | 2   | 2   | 1   | 323    |
| 2    | Álex Rins           | KTM           | 3   | 1   | DNF | 2   | 2   | 2   | 3   | 1   | 1   | 4   | 2   | 1   | 1   | 2   | 1   | 24  | 3   | 311    |
| 3    | Luis Salom          | KTM           | 1   | 3   | 2   | 3   | 1   | 1   | 1   | 2   | 5   | 1   | 1   | 4   | 4   | 1   | 3   | DNF | 14  | 302    |
| 4    | Álex Márquez        | KTM           | 4   | DNF | 23  | 5   | 5   | 4   | 5   | 5   | 2   | 5   | 3   | 3   | 3   | 4   | 4   | 1   | 4   | 213    |
| 5    | Jonas Folger        | Kalex-KTM     | 5   | 4   | 3   | 4   | 6   | DNS | 6   | 8   | 4   | 3   | 6   | DNF | 7   | 8   | 6   | 3   | 2   | 183    |
| 6    | Miguel Oliveira     | Mahindra      | 7   | 5   | 16  | DNF | 4   | 6   | 4   | 4   | 8   | 9   | 5   | 7   | 5   | 3   | 26  | 4   | 10  | 150    |
| 7    | Jack Miller         | FTR-Honda     | 16  | 6   | DNF | 12  | 10  | 7   | 7   | 7   | DNF | 7   | 7   | 5   | 13  | 6   | 5   | 6   | DNF | 110    |
| 8    | Alexis Masbou       | FTR Honda     | 14  | 8   | 10  | 9   | 12  | 8   | 9   | DNF | 12  | 6   | 8   | DNF | 11  | 7   | 10  | DNF | 6   | 94     |
| 9    | Efrén Vázquez       | Mahindra      | 10  | 14  | 8   | DNS | DNS | 5   | 12  | 6   | DNF | 11  | 10  | 12  | 10  | DNF | 7   | DNF | 5   | 82     |
| 10   | Romano Fenati       | FTR-Honda     | 15  | DNF | 9   | 7   | DNF | 15  | 14  | 13  | 9   | 18  | 12  | 10  | 8   | 9   | 14  | 5   | 11  | 73     |
| 11   | Jakub Kornfeil      | Kalex-KTM     | 22  | 10  | 5   | 6   | DNF | DNF | 16  | 11  | 10  | 8   | 9   | 13  | DNF | 13  | 12  | 11  | 16  | 68     |
| 12   | Zulfahmi Khairuddin | KTM           | 6   | 7   | 7   | DNF | 11  | 9   | 17  | 16  | 7   | 15  | 20  | 6   | DNF | DNS | 11  | DNF | 13  | 68     |
| 13   | Brad Binder         | Suter         | 12  | 9   | 4   | 8   | 14  | 12  | 15  | 9   | DNF | DNF | DNF |     |     |     |     |     |     | 66     |
| 13   | Brad Binder         | Mahindra      |     |     |     |     |     |     |     |     |     |     |     | 18  | 12  | 11  | 15  | 10  | 12  | 66     |
| 14   | Niklas Ajo          | KTM           | 9   | 15  | 6   | DNF | 8   | DNF | 10  | 18  | 11  | DNF | 15  | 11  | 21  | 12  | 9   | 8   | DNF | 62     |
| 15   | Arthur Sissis       | KTM           | 8   | 12  | 12  | 13  | 18  | 10  | 8   | 10  | 6   | 14  | 24  | 15  | 9   | 19  | 16  | 16  | 18  | 59     |
| 16   | Niccolò Antonelli   | FTR-Honda     | DNF | DNF | DNF | DNF | 7   | DNF | 13  | 15  | 16  | 10  | 13  | 8   | 14  | DNF | 8   | 9   | 27  | 47     |
| 17   | Isaac Viñales       | FTR-Honda     | DNF | 13  | 17  | 10  | 13  | 11  | 11  | 12  | DNF | DNF | 11  | 14  | 18  | 14  | 13  | DNF | 7   | 47     |
| 18   | Philipp Öttt        | Kalex-KTM     | 17  | 17  | 20  | 15  | 19  | 18  | 22  | 17  | 19  | 17  | 16  | 9   | 6   | 10  | DNF | 13  | 9   | 34     |
| 19   | John McPhee         | FTR-Honda     | DNF | 21  | 11  | 11  | 16  | 19  | 21  | 23  | 20  | 13  | 14  | 20  | 23  | 17  | 17  | 7   | DNF | 24     |
| 20   | Danny Webb          | Suter-Honda   | 11  | 11  | 13  | DNS | 17  | 14  | DNF |     |     |     |     |     |     |     |     |     |     | 15     |
| 21   | Ana Carrasco        | KTM           | 20  | 20  | DNF | 19  | 26  | 22  | 29  | 24  | 17  | 23  | 22  | 19  | 20  | 15  | 19  | 18  | 8   | 9      |
| 22   | Livio Loi           | Kalex-KTM     |     |     | 15  | 16  | 25  | DNF | 23  | 22  | 14  | 21  | 19  | 22  | 15  | 18  | 18  | 12  | DNF | 8      |
| 23   | Alan Techer         | TSR-Honda     | DNF | DNF | DNF | 23  | 20  | 13  | 18  | 19  | 13  | 19  | DNF | 17  | DNF | DNF | 25  | 14  | DNS | 8      |
| 24   | Jasper Iwema        | Kalex-KTM     | 13  | DNF | 14  | 21  | 15  | DNF | DNF | 14  | DNF | 16  | 28  | 21  | 22  | DNF | 20  | 25  | 21  | 8      |
| 25   | Eric Granado        | Kalex-KTM     | 26  | 23  | 19  | 24  | 9   | 26  | 28  | DNF | DNF | 22  | 29  | DNF | 16  | 24  | 21  | 19  | 17  | 7      |
| 26   | Alessandro Tonucci  | Honda         | 18  | 18  | 18  |     |     |     |     |     |     |     |     |     |     |     |     |     |     | 6      |
| 26   | Alessandro Tonucci  | FTR-Honda     |     |     |     | 14  | DNF | 16  | 25  | 26  | DNF | 12  | DNF | 16  | 27  | DNS |     |     |     | 6      |
| 27   | Matteo Ferrari      | FTR-Honda     | 24  | 19  | 21  | 17  | DNF | 24  | 27  | 20  | 15  | 20  | 17  | DNF | DNF | DNF | DNS | DNF | 15  | 2      |
| 28   | Hyuga Watanabe      | Honda         | 27  | DNS | 24  |     |     |     |     |     |     |     |     |     |     |     |     |     |     | 1      |
| 28   | Hyuga Watanabe      | FTR-Honda     |     |     |     | 25  | 27  | 23  | 31  | 27  | DNF | 29  | 23  | 28  | 24  | 22  | DNF | 15  | 19  | 1      |
| –    | Francesco Bagnaia   | FTR-Honda     | 23  | 22  | 26  | 20  | 24  | 17  | 26  | 30  | DNF | 28  | DNF | DNF | 17  | 16  | DNF | 20  | DNF | 0      |
| –    | Juanfran Guevara    | TSR-Honda     | 21  | 16  | DNF | 22  | DNF | 20  | DNF | 25  | DNF | DNF | DNF | 27  | 28  | 21  | 27  | 22  | 23  | 0      |
| –    | Lorenzo Baldassarri | FTR-Honda     | 28  | DNF | 22  | DNF | 23  | 21  | 20  | DNF | DNF | DNF | 18  | 23  | 26  | 23  | 24  | 17  | 20  | 0      |
| –    | Florian Alt         | Kalex-KTM     | 25  | DNF | DNF | DNF |     | DNS | 30  | 29  | 18  | 27  | 25  | DNF | DNF | DNS |     |     | 26  | 0      |
| –    | Toni Finsterbusch   | Kalex-KTM     | 19  | DNF | DNF | 18  | 21  | DNF | 24  | 21  | DNF | 25  | 21  | 26  | DNF | DNF | 23  | 21  | 24  | 0      |
| –    | Bryan Schouten      | FTR-Honda     |     |     |     |     |     |     | 19  |     |     |     |     |     | 19  |     |     |     |     | 0      |
| –    | Luca Amato          | Mahindra      |     |     |     |     |     |     |     | DNF |     |     |     | 24  | 25  | 20  | 28  | DNF | DNF | 0      |
| –    | Luca Amato          | Suter-Honda   |     |     |     |     |     |     |     |     |     | 30  | 26  |     |     |     |     |     |     | 0      |
| –    | Jules Danilo        | Kalex-KTM     |     |     |     | DNF |     |     |     |     |     | 24  |     |     |     |     |     |     |     | 0      |
| –    | Jules Danilo        | Suter-Honda   |     |     |     |     |     |     |     | 28  | 21  |     |     |     |     |     |     |     |     | 0      |
| –    | Jorge Navarro       | MIR Racing    |     |     | DNF |     |     |     |     |     |     |     |     |     |     |     |     |     |     | 0      |
| –    | Jorge Navarro       | MIR-Honda     |     |     |     |     |     |     |     |     |     |     |     |     |     |     |     |     | 22  | 0      |
| –    | Luca Grünwald       | Kalex-KTM     |     |     |     |     |     |     |     |     |     |     |     |     |     |     | 22  | DNF |     | 0      |
| –    | Andrea Locatelli    | Mahindra      |     |     |     |     | 22  |     |     |     |     |     |     | 25  |     |     |     |     |     | 0      |
| –    | Sena Yamada         | Honda         |     |     |     |     |     |     |     |     |     |     |     |     |     |     |     | 23  |     | 0      |
| –    | Hafiq Azmi          | KTM           |     |     |     |     |     |     |     |     |     |     |     |     |     | DNF |     |     |     | 0      |
| –    | Hafiq Azmi          | FTR-Honda     |     |     |     |     |     |     |     |     |     |     |     |     |     |     | 29  | 26  | 25  | 0      |
| –    | Andrea Migno        | FTR           |     |     |     |     |     | 25  |     |     |     | 26  |     |     |     |     |     |     |     | 0      |
| –    | Kevin Hanus         | Honda         |     |     | 25  |     |     | 27  |     | DNF |     |     |     |     |     |     |     |     |     | 0      |
| –    | Christophe Arciero  | Suter         |     |     |     | 26  |     |     |     |     |     |     |     |     |     |     |     |     |     | 0      |
| –    | Kyle Ryde           | KPR-Honda     |     |     |     |     |     |     |     |     |     |     | 27  |     |     |     |     |     |     | 0      |
| –    | Michael Coletti     | Honda         |     |     |     |     | 28  |     |     |     |     |     |     |     |     |     |     |     |     | 0      |
| –    | María Herrera       | KTM           |     |     |     |     |     |     |     |     |     |     |     |     | 29  |     |     |     |     | 0      |
| –    | Lachlan Kavney      | Bullet Racing |     |     |     |     |     |     |     |     |     |     |     |     |     |     | 30  |     |     | 0      |
| –    | Wayn Ryan           | KPR-Honda     |     |     |     |     |     |     |     |     |     |     | 30  |     |     |     |     |     |     | 0      |
| –    | Hiroki Ono          | Honda         |     |     |     |     |     |     |     |     |     |     |     |     |     |     |     | DNF |     | 0      |
| –    | Aizat Malik         | KTM           |     |     |     |     |     |     |     |     |     |     |     |     |     | DNF |     |     |     | 0      |
| –    | Luca Marini         | FTR-Honda     |     |     |     |     |     |     |     |     |     |     |     | DNF |     |     |     |     |     | 0      |
| –    | Thomas van Leeuwen  | Bakker-Honda  |     |     |     |     |     |     | DNF |     |     |     |     |     |     |     |     |     |     | 0      |
| –    | Callum Barker       | Honda         |     |     |     |     |     |     |     |     |     |     |     |     |     |     | DNQ |     |     | 0      |

| Farbe         | Bedeutung                               |
| ------------- | --------------------------------------- |
| Gold          | Sieger                                  |
| Silber        | 2. Platz                                |
| Bronze        | 3. Platz                                |
| Grün          | Platzierung in den Punkten              |
| Blau          | Klassifiziert außerhalb der Punkteränge |
| Violett       | Rennen nicht beendet (DNF)              |
| Violett       | nicht klassifiziert (NC)                |
| Rot           | nicht qualifiziert (DNQ)                |
| Schwarz       | disqualifiziert (DSQ)                   |
| Weiß          | nicht am Start (DNS)                    |
| Weiß          | zurückgezogen (WD)                      |
| Weiß          | Rennen abgesagt (C)                     |
| ohne Farbe    | nicht am Training teilgenommen (DNP)    |
| ohne Farbe    | verletzt oder krank (INJ)               |
| ohne Farbe    | ausgeschlossen (EX)                     |
| ohne Farbe    | nicht erschienen (DNA)                  |
| fett          | Pole-Position                           |
| kursiv        | Schnellste Rennrunde                    |
| unterstrichen | WM-Führung                              |
| hochgestellt  | Platzierung im Sprintrennen             |

### Konstrukteurswertung
| Pos. | Hersteller   | QAT | AME | ESP | FRA | ITA | CAT | NED | GER | INP | CZE | GBR | RSM | ARA | MAL | AUS | JPN | VAL | Gesamt |
| ---- | ------------ | --- | --- | --- | --- | --- | --- | --- | --- | --- | --- | --- | --- | --- | --- | --- | --- | --- | ------ |
| 1    | KTM          | 1   | 1   | 1   | 1   | 1   | 1   | 1   | 1   | 1   | 1   | 1   | 1   | 1   | 1   | 1   | 1   | 1   | 425    |
| 2    | Kalex-KTM    | 5   | 4   | 3   | 4   | 6   | 18  | 6   | 8   | 4   | 3   | 6   | 9   | 6   | 8   | 6   | 3   | 2   | 191    |
| 3    | Mahindra     | 7   | 5   | 8   | DNF | 4   | 5   | 4   | 4   | 8   | 9   | 5   | 7   | 5   | 3   | 7   | 4   | 5   | 173    |
| 4    | FTR-Honda    | 14  | 6   | 9   | 7   | 7   | 7   | 7   | 7   | 9   | 6   | 7   | 5   | 8   | 6   | 5   | 5   | 6   | 151    |
| 5    | Suter-Honda  | 11  | 9   | 4   | 8   | 14  | 12  | 15  | 9   | 21  | 30  | 26  |     |     |     |     |     |     | 47     |
| 6    | TSR-Honda    | 21  | 16  | DNF | 22  | 20  | 13  | 18  | 19  | 13  | 19  | DNF | 17  | 28  | 21  | 25  | 14  | 23  | 8      |
| –    | Honda        | 18  | 18  | 18  |     | 28  | 27  |     | DNF |     |     |     |     |     |     | DNQ | 23  |     | 0      |
| -    | MIR Honda    |     |     |     |     |     |     |     |     |     |     |     |     |     |     |     |     | 22  | 0      |
| –    | FTR          |     |     |     |     |     | 25  |     |     |     | 26  |     |     |     |     |     |     |     | 0      |
| –    | Suter        |     |     |     | 26  |     |     |     |     |     |     |     |     |     |     |     |     |     | 0      |
| –    | KPR-Honda    |     |     |     |     |     |     |     |     |     |     | 27  |     |     |     |     |     |     | 0      |
| –    | Bullet       |     |     |     |     |     |     |     |     |     |     |     |     |     |     | 30  |     |     | 0      |
| –    | Bakker-Honda |     |     |     |     |     |     | DNF |     |     |     |     |     |     |     |     |     |     | 0      |
| –    | MIR-Racing   |     |     | DNF |     |     |     |     |     |     |     |     |     |     |     |     |     |     | 0      |